# Felttoget i Sinai og Palæstina
Felttoget i Sinai og Palæstina i Mellemøsten under 1. verdenskrig blev udkæmpet mellem det Britiske Imperium og det Osmanniske Rige, som blev støttet af det Tyske Kejserrige. Det blev indledt med et osmannisk forsøg på at angribe Suez-kanalen i 1915 og sluttede med våbenhvilen i Mudros i 1918 som førte til afståelsen af det osmanniske Syrien og Palæstina.
Kampene begyndte i januar 1915, da en tysk ledet osmannisk styrke invaderede Sinaihalvøen, som var en del af det britiske protektorat Egypten, for at angribe Suez-kanalen. Efter slaget om Gallipoli dannede veteraner på begge sider den Egyptiske Ekspeditionsstyrke (EEF) og 4. osmanniske armé i Palæstina, som skulle kæmpe om Sinaihalvøen i 1916. Under dette felttog lykkedes det den beredne ANZAC division og 52. britiske division at trænge de tyskledede osmanniske styrker ud af området. Det begyndte med slaget ved Romani og forfølgelse i august I slaget ved Magdhaba. I december og januar 1917 generobrede den nyligt dannede ørkenkolonne Sinai i slaget ved Rafah. Disse tre sejre, som medførte generobring af betydelige egyptiske områder, blev fulgt af to nederlag til EEF på osmannisk område i marts og april i det Første og Andet slag om Gaza i det sydlige Palæstina.
Efter dødvande fra april til oktober 1917 erobrede general Edmund Allenby Beersheba, som blev forsvaret af det osmanniske 3. korps (der havde kæmpet ved Gallipoli). Efter at have svækket den osmanniske stilling ved at strække fronten næsten ubrudt fra Gaza til Beersheba, blev den erobret den 8. november efter slaget ved Tel el Khuweilfe, slaget ved Hareira og Sheria samt Tredje slag om Gaza, hvor forfølgelsen blev indledt. Under de følgende operationer blev der erobret omkring 80 km tidligere osmanniske område som følge af EEF-sejre i slaget ved Mughar højderyggen, som blev udkæmpet mellem 10. og 14. november, og slaget om Jerusalem, som blev udkæmpet mellem 17. november og 30. december. Store tab på Vestfronten i marts 1918 under Erich Ludendorffs tyske forårsoffensiv tvang briterne til at sende forstærkninger fra EEF. Nu blev der gjort to mislykkede forsøg på at erobre Amman og Es Salt i marts og april 1918, inden Allenbys styrke genoptog offensiven med manøvrer i slaget ved Megiddo. De vellykkede infanteriangreb i slaget ved Tulkarm og slaget ved Tabsor skabte huller i den osmanniske frontlinje. Det gav det beredne ørkenkorps mulighed for at omringe infanteriet, som kæmpede i de Judæiske bjerge og udkæmpe slaget om Nazareth og slaget ved Samakh, erobre Afulah, Beisan, Jenin og Tiberias. Samtidig nedkæmpede EEF 3. osmanniske armeer i slaget ved Sharon, slaget ved Nablus og Tredje transjordanske angreb og tog tusinder til fange og erobrede store mængder udstyr. Damaskus og Aleppo blev erobret inden det Osmanniske Rige indvilgede i en våbenhvile den 30. oktober 1918, som afsluttede felttoget i Sinai og Palæstina. Mandatområdet i Palæstina og mandatområdet i Syrien og Libanon blev skabt for at administrere de erobrede områder.
Felttoget var i almindelighed ikke kendt eller forstået under krigen. Det britiske folk troede, at det var en mindre operation, som var spild af dyre ressourcer, som kunne udnyttes bedre på Vestfronten, mens folk i Indien var mere interesseret i felttoget i Mesopotamien og besættelsen af Bagdad. Australien havde ikke en eneste korrespondent i området. Kaptajn Frank Hurley, den første officielle australske fotograf, ankom i august 1917 efter at have besøgt Vestfronten. Henry Gullett, den første officielle krigskorrespondent ankom i november 1917. De langtrækkende virkninger af felttoget var opdelingen af det Osmanniske Rige, da Frankrig fik Folkeforbundets mandat til at styre Syrien og Libanon, mens Storbritannien fik Palæstina. Grundlæggelsen af den tyrkiske republik i 1923 efter den Tyrkiske uafhængighedskrig betød afslutningen på det Osmanniske Rige. De europæiske mandater sluttede med dannelsen af Kongeriget Irak i 1932, Libanon i 1943, Transjordan i 1946,Syrien i 1946 og Israel i 1948.

## Baggrund
I 1914 havde Egypten været en del af det Osmanniske Rige i 400 år, også selv om landet blev besat af Storbritannien i 1882 efter den Britisk-egyptiske krig og senere blev et britisk protektorat. Suez-kanalen var af vital strategisk betydning for briterne, da den forkortede sejltiden fra Indien, New Zealand og Australien til Europa. Som følge heraf blev Egypten en vigtig base under krigen, især under slaget om Gallipoli. For Tyskland og det Osmanniske Rige var kanalen det nærmeste og svageste punkt i de britiske forbindelseslinjer. Forsvaret af kanalen afstedkom en række problemer, alene dens størrelse gjorde den vanskelig at forsvare. Der var ingen vej fra Cairo, og kun en et jernbanespor krydsede de 50 km ørken mellem Cairo og Ismaïlia ved kanalen inden sporet fortsatte mod nord til Port Said og mod syd til Suez. Kontrol med det centrale område omkring Ismailia var af stor strategisk betydning, fordi disse tre byer ved kanalen var afhængige af vand fra Nilen gennem ferskvandskanalen til hovedportene og sluserne i nærheden.
Ved udbruddet af krigen mellem Storbritannien og det Osmanniske Rige i november 1914 evakuerede den 30.000 mand store britiske forsvarsstyrke Sinai-halvøen. I stedet koncentrerede den sig på den vestlige side af kanalen. Den britiske styrke bestod af 10. og 11. indiske division, Imperial Service kavaleribrigade, Bikaner kamelkorpset, tre batterier af indisk bjergartilleri og et egyptisk artilleribatteri. De blev støtte af kanonerne på de allierede krigsskibe i kanalen. Overfor dem stod omkring 25.000 mand heriblandt den 25. osmanniske infanteridivision. Det Osmanniske Rige udviste interesse i at vende tilbage til Egypten, da osmanniske styrker i 1915 angreb britiske styrker i Egypten. Tyskerne hjalp også med ved at skabe uro blandt Senussierne i det som nu er Libyen, da de angreb det vestlige Egypten og truede Sudan under Senussifelttoget.

### Egyptens bidrag til krigsindsatsen
Egypten var hverken en uafhængig allieret eller en del af det britiske imperium og havde en unik stilling blandt de krigsførende. Den nyligt udnævnte højkommissær sir Reginald Wingate og Murray var enige om, at Egyptens bidrag kun ville komme til at bestå i brugen af landets jernbaner og egyptisk personel. Maxwell havde imidlertid den 6. november 1914 proklameret, at Egypten ikke ville støtte Storbritanniens krigsindsats. En undtagelsestilstand tillod det britiske styre at kontrollerede bosiddende fremmede europæere, overvåge udenlandske agenter og internere farlige personer, som var borgere i fjendtlige nationer. Politiet brugte også magtbeføjelserne til at holde øje med prostitution og salg af alkohol. Osmanniske kapitulationer gav imidlertid nogen beskyttelse for de europæere som kontrollerede begge erhvervsgrene. I efteråret 1917 blev det britiske militære hovedkvarter flyttet fra Cairo til fronten, og der blev kun efterladt en garnison på nogle få bataljoner. Dette skridt betød, at lederen af EEF, som var ansvarlig for undtagelsestilstanden, ikke længere var i kontakt med de civile myndigheder, og det kom til alvorlig uro i Egypten i løbet af vinteren 1917/18.
I 1917 var der 15.000 egyptiske frivillige, som gjorde tjeneste i den egyptiske hær. De var fortrinsvis indsat i Sudan sammen med tre bataljoner fra EEF. Hertil kom 98.000 arbejdere, hvoraf 23.000 gjorde tjeneste i udlandet. Antallet af egyptiske soldater kunne ikke øges, da det ville udgøre en trussel mod produktionen af yderst nødvendige fødevarer og bomuld samt mod stabiliteten i landet. Nu var mange af jernbanelinjerne i Egypten, som ikke var af afgørende betydning for produktionen af bomuld, sukker, korn og foder, allerede blevet sløjfet og skinnerne brugt til militære baner, undtagen Khedivens jernbane fra Alexandria til Dabaa som var til rådighed i nødstilfælde. Det egyptiske arbejdskorps og det egyptiske kameltransport korps havde udført en uvurderlig indsat under Sinai-felttoget og kom til at yde endnu mere under det kommende felttog i Palæstina. Efterhånden som krigen trak ud og kampene flyttede længere og længere væk fra den egyptiske grænse, var der mange egyptere, som mente at krigen ikke længere vedkom dem. Samtidig betød det stigende behov for egyptisk personel, at frivillige blev til tvangsarbejdere, om end de blev godt betalt gennem et system, som blev styret af de lokale mudirer.

## Forsvaret af Suez-kanalen (1915–16)
Fra den 26. januar til 4. februar blev Suez-kanalen angrebet af en stor styrke fra den osmanniske hær. Den 26. og 27. januar begyndte to mindre enheder angreb i flanken nær Qantara i den nordlige del af kanalen og nær Suez i den sydlige. De blev fulgt af hovedangrebet den 3. og 4. februar mod kanalen øst for jernbanen mellem Suez og Qantara. Kress von Kressensteins osmanniske Suez-ekspeditionsstyrke rykkede frem fra det sydlige Palæstina og ankom den 2. februar, og det lykkedes det at krydse kanalen nær Ismailia om morgenen den 3. februar 1915.
Det lykkedes kun to kompagnier osmanniske soldater at krydse kanalen, resten af fortroppen opgav forsøget som følge af kraftig modstand fra Imperial Service kavaleribrigaden og Bikaner kamelkorpset støttet af den egyptiske hær og indisk bjergartilleri. Briterne samlede herefter tropper i området, hvilket gjorde en ny overgang umulig. De osmanniske kompagnier holdt deres stillinger indtil om aftenen den 3. februar, hvor den øverstkommanderende gav dem ordre til at trække sig tilbage. Tilbagetrækningen foregik "ordnet, først til en lejr 10 km øst for Ismailia".
Osmannerne holdt stillinger og forposter på Sinai-halvøen på en linje mellem al-Arish og Nekhel ved hjælp af tropper i Gaza og Beersheba. I de næste måneder ledede Kress von Kressenstein mobile enheder og indledte en række angreb i et forsøg på at afbryde trafikken i Suez-kanalen.
Oberst Kress von Kressenstein gjorde alt, hvad han kunne, for at holde briterne beskæftiget, og han gennemførte et angreb den 8. april 1915 hvor en mine blev udlagt i Suez-kanalen. Den blev opdaget og uskadeliggjort af en patrulje. Mellem 5. og 13. maj 1915 ledede han personligt et angreb. Under slaget om Gallipoli blev denne taktik opgivet. Von Kressenstein forlangte også tyske specialstyrker, som blev lovet til februar 1916 og skulle forberede en ny ekspedition mod kanalen. Han flyttede til hovedkvarteret for 4. osmanniske armé i Ain Sofar i august, derefter til hovedkvarteret i Jerusalem og ventede på de tyske specialstyrker. Den osmanniske forbindelseslinje blev forlænget i retning Egypten med færdiggørelsen af den 160 km lange jernbane til Beersheba, som blev åbnet den 17. oktober 1915.
- 1st Herts. Yeomanry i skyttegrave ved Suez-kanalen, 1915
- Mysore and Bengal Lancers med Bikanir kamelkorpset i Sinaiørkenen 1915.
- Mysore Lancers mindesmærke i Bangalore over de faldne ved Suez og i Palæstina

### Britiske stillinger udbygges
Von Kressensteins angreb bekræftede hvad den britiske krigsminister lord Kitchener havde forudset i november 1914, nemlig at det ikke var praktisk muligt at forsvare kanalen fra dens vestlige bred. I slutningen af 1915, mens slaget om Gallipoli var ved at blive afsluttet, autoriserede den britiske regering at der blev etableret nye stillinger i ørkenen omkring 10 km øst for kanalen, hvilket styrkede forsvaret mod langtrækkende artilleri, og lovede at skaffe yderligere tropper.
Port Said blev hovedkvarter for de nye forsvarsstillinger med et fremskudt hovedkvarter i Kantara. Forsvaret blev opdelt i tre sektorer:
- No. 1 (Sydlige): Suez til Kabrit med hovedkvarter i Suez – IX Korps
- No. 2 (Centrale): Kabrit til Ferdan med hovedkvarter i Ismailia – I ANZAC Corps (Australske og Newzealandske armékorps
- No. 3 (Nordlige): Ferdan til Port Said – XV korps[31][32]

Ved udgangen af 1915 havde general Sir John Maxwell, der havde hovedkvarter i Cairo, ansvaret for tropper i Nildeltaet, Den vestlige ørken og Sudan og administrerede undtagelsestilstanden i hele området inklusiv Suez-kanalen. Det britiske krigsministerum styrede basen i Levanten, som var ansvarlig for at administrere det britiske imperiums styrker i Thessaloniki, Gallipoli, Mesopotamien og Indien og havde sit hovedkvarter i Alexandria. De retirerende styrker ved Gallipoli og divisioner fra Storbritannien udgjorde Middelhavs ekspeditionsstyrken under kommando af generalløjtnant Sir Archibald Murray med hovedkvarter i Ismailia. Efter evakueringen fra Gallipoli var den samlede britiske styrke i Egypten på næsten 400.000 mand fordelt på 13 infanteri og 1 bereden division, en styrke som blev set som en strategisk reserve for hele imperiet. I marts 1916 overtog Sir Archibald Murray kommandoen over alle disse styrker, som blev samlet til den nye Egyptiske ekspeditionsstyrke.
Murray mente at en britisk fremrykning ind i Sinai for at besætte Qatiya/Katiamore bedre kunne betale sig end det statiske forsvar, som nyligt var etableret. Krigsministeriet var enig i dette, men ikke i hans mere ambitiøse plan om at rykke frem til den osmanniske grænse. Han mente, at området som ville blive erobret ved en fremrykning til al-Arish eller Rafah kunne holdes med færre tropper end et passivt forsvar ved Suez-kanalen ville kræve. Murray havde regnet ud, at en styrke på 250.000 mand kunne krydse Sinai og at 80.000 tropper kunne blive i Katiaområdet. Hvis en så stor osmannisk styrke nåede Katia ville briterne have behov for en meget stor styrke for at kunne forsvare Suezkanalen. Britisk besættelse af oaseområdet, som strakte sig østpå fra Romani og Katia til Bir el Abd langs den gamle silkevej ville afskære en osmannisk invasionsstyrke fra drikkevand.
Murray planlagde med en 50.000 mand stor garnison i Katia-området og fik tilladelse til at bygge en rørlinje dertil med ferskvand fra Nilen og en jernbane til at transportere infanteridivisionerne og deres forsyninger. Han besluttede også at tømme vand-cisterne ved Moya Harab så den centrale rute gennem Sinai ikke igen kunne bruges af de osmanniske kolonner under fremrykning fra Palæstina og beholde tropper ved Suez for at forsvare byen. Disse operationer begyndte i februar 1916 da bygningen begyndte af den 40 km lange normalsporede jernbane og rørledning fra Qantara/Kantara til Qatiya/Katia. I udgangen af marts eller begyndelsen af april var der bygget 25 km spor med tilhørende sidespor.

### Angrebet på Jifjafa
De intakte vandcisterner og brønde langs den centrale rute gennem Sinai gjorde det fortsat muligt for den osmanniske armé at true kanalen. Mellem 11. og 15. april rejste en styrke på 25 fra Bikaner kamelkorpset, 10 ingeniørsoldater, 12 mand fra 8. Light Horse Regiment, 117 mand fra 9. Light Horse Regiment og 127 fra det egyptiske kameltransportkorps 83 km gennem ørkenen for at ødelægge brøndboringsudstyr, brønde og pumpeudstyr ved Jifjafa. De tog en østrigsk ingeniørofficer og 33 mand til fange og dræbte seks osmanniske soldater. Den 9. juni 1916 formerede enheder fra No. 2 sektion af kanalforsvaret Mukhsheib-kolonnen, som bestod af en del af 3. Light Horse Brigade, 900 kameler, ikke-kæmpende enheder og kameltransporter eskorteret af en eskadron af 9. Light Horse Regiment og 10 Bikaner kamelkorps. Ingeniørtropperne tømte damme og cisterner for 19.000 m³ vand i Wadi Mukhsheib, forseglede cisterne for at forhindre at de blev genetableret i den næste regntid og vendte tilbage den 14. juni. Samtidigt rykkede en afdeling af Middlesex Yeomanry til Moiya Harab. Da den centrale rute gennem Sinai nu ikke kunne bruges kunne osmanniske styrker kun rykke frem mod Suez-kanalen langs Sinais nordkyst.

### Besættelsen af Romani
Kress von Kressenstein indledte et overraskelsesangreb påskedag den 23. april 1916 øst for kanalen og nord for El Ferdan station. 5. beredne brigade bevogtede vandrørlinjen og jernbanen der blev bygget gennem ørkenen mod Romani. Mens de tre regimenter var spredt vidt omkring blev eskadroner overrasket og nedkæmpet ved Katia og Oghratina øst for Romani og led tab på omkring to eskadroner.
Kampene om oaseområdet under angrebet på Katia og Ogratine viste dets vigtighed for begge parter. Fra en base i oaserne kunne et stort antal osmanniske tropper true Suezkanalen og kontrollere Sinaihalvøen med truslen om et angreb i flanken. Den australske 2. lette beredne brigade og den newzealandske beredne riffelbrigade i generalmajor Harry Chauvel' australske og newzealandske beredne division fik ordre til at besætte Romaniområdet dagen efter kampen ved Katia og Ogratina. Her, 37 km fra Qantara, patruljerede de aggressivt og afsøgte området. Den australske 1. lette beredne brigade ankom til Romani den 28. maj 1916.
Indtil jernbanen og vandledningen til Pelusium station og Romani var bygget, måtte vand, fødevarer (fortrinsvis dåsekød og kiks, da datidens transportmetoder ikke tillod transport af fersk kød og grøntsager), telte, andet udstyr og ammunition tranporteres til denne stilling af det egyptiske kameltransportkorps. Da fluer blev tiltrukket til hestegødning o.l. var det en stadig udfordring at sikre sanitære forhold. Der blev bygget brændeovne til at afbrænde affald ved at stable brugte dåser fyldt med sand. I denne periode måtte soldater patruljere trods dårlig forplejning, strengt vejr, manglende beskyttelse mod solen og meget få pauser.
 [I] april 1916 – bliver alting hastet videre. Den store britiske flyveskole nær ved vores lejr havde fået ordre til at uddanne så mange piloter så hurtigt som muligt, og der er i gennemsnit 18 fly i luften hele dagen, lige over vore hoveder. Larmen er ubeskrivelig, men hestene kigger aldrig op eller tager den mindste notits af flyene på anden vis. Den forventede levetid for en pilot, målt i flyvetimer er beklagelig kort; mange bliver dræbt under træningen. Min kone arbejder som frivillig hjælper på et hospital i Ismailia, og hun og hendes kolleger laver hele tiden ligklæder til disse drenge, som måske bare har lavet et lille fejl under deres første soloflyvning og har betalt for den med livet. Hæren vil indenfor rimelighedens grænser gøre alt for disse ynglinge. Vi har ordre til at lade dem få rideheste og vi arrangerer af og til en ganske god jagt med Saluki hunde efter jackaler.

 — A. B. Paterson, Remounts Officer
I maj 1916 fløj osmanniske fly over Suezkanalen og kastede bomber over Port Said, hvilket kostede 23 døde. Den 18. maj blev den osmannisk besatte by og flyveplads ved al-Arish bombarderet efter ordre fra oberst W.G.H. Salmond, chef for 5. eskadrille, som gengæld for de første osmanniske angreb, og den 22. maj bombede Royal Flying Corps alle lejre på en 70 km front langs kanalen. I midten af maj var jernbanen blev færdig til Romani, hvilket gjorde det muligt at bringe tilstrækkelige forsyninger og udstyr til at indsætte den 52. division her. Så snart de ankom, begyndte de at grave skyttegrave i sandet og etablerede en forsvarslinje med skanser fra Mahemdia nær Middelhavets kyst sydpå til Katib Gannit et højdedrag foran Romani.
Osmanniske hærenheder reagerede på den forøgede britiske tilstedeværelse i begyndelsen af juni med de første mange luftangreb på Romani og dræbte 8 dragoner fra 1. lette beredne brigade og sårede 22. Omkring 100 heste gik også tabt. På dette tidspunkt var den fremskudte osmanniske luftbase ved Bir el Mazar 68 km øst for Romani.

### Sinai rekognosceringer maj og juni 1916
Tidlig rekognoscering udført af den beredne Anzac division omfattede betydelige områder fra Romani og så langt som til Ogratina, Bir el Abd og Bir Bayud. Det længste togt blev udført af den newzealandske beredne riffelbrigade til Salmana, hvor de tilbagelagde 100 km på 36 timer.
Fra midten af maj og især fra juni til slutningen af juli var der ekstremt varmt i Sinaiørkenen. Endnu værre var Khamsin sandstormene som blæser i nogle timer eller adskillige dage med gennemsnitlig 50 dages mellemrum og omdanner luften til en sky af flyvende sandpartikler, som hvirvles rundt af en hed søndenvind. Tropperne og deres officerer, som ikke var vant til disse betingelser, led stærkt under hedeslag og tørst under disse tidlige patruljer. En patrulje, som kom tilbage på den varmeste tid på dagen efter en søvnløs nat langt fra basen og meget lidt vand, havde 160 mand som blev ramt af hedeslag.
En vigtig innovation ved fremskaffelsen af vand, hvilket gjorde det muligt for de beredne enheder at operere mere effektivt i store områder med stenørken og sandklitter var det såkaldte Spear Point, som blev udviklet af australske ingeniører så det kunne kobles på en pumpe:
Et 2½ tommes rør blev spidset, gennemhullet og dækket med et lag fint perforeret messing. Det blev banket ned i vandområdet ved hjælp af en lille faldhammer eller ved hjælp af en forhammer, og yderligere længder af rør blev tilføjet om nødvendigt. Den almindelige vandpumpe blev herefter tilkoblet. Dette arrangement viste sig så effektivt, at det blev udleveret til alle eskadroner i divisionen og ingeniørtropperne havde et antal af dem. Vore folk kunne på denne måde få vand fra ethvert vandhul i ørkenen på meget kort tid.
Når først brakvandet var fundet, vurderede en sanitetsofficer om det var drikkevand, egnet til heste eller uegnet til heste og der blev sat skilte op.
I juni gennemførte 1. lette beredne brigade rekognoscering til Bir Bayud, Sagia og Ogratina, til Bir el Abd, Hod el Ge'eila, Hod um el Dhauanin og Hod el Mushalfat. En anden rutine rekognoscering med 2. lette beredne brigade fandt sted den 9. juli. Blot 10 dage senere blev El Salmana besat af osmanniske hærstyrker da de samledes til slaget ved Romani.
I midten af juni indledte den 1. eskadrille fra Australian Flying Corps aktiv tjeneste med sin "B" Flight ved Suez og foretog rekognosceringsflyvninger. Den 9 juli blev "A" Flight stationeret ved Sherika i Øvre Egypten mens "C" Flight fik base ved Qantara.

### Slaget ved Romani
Slaget ved Romani fandt sted nær den egyptiske by af samme navn 37 km øst for Suezkanalen fra kort efter midnat mellem den 3. og 4. august og indtil de angribende styrker trak sig tilbage omkring middag den 5. august. Centralmagternes styrke af østrigere, tyskere og osmanner under Kress von Kressenstein forsøgte at stoppe den britiske generobring af egyptisk område på Sinaihalvøen og ville afskære Suez-kanalen ved at kunne udsætte den for artilleribeskydning. Styrken var på 12.000 mand, fortrinsvis fra 3. infanteridivision med irregulære beduiner, tyske maskingeværskytter og østrigsk artilleri fra Pasha 1. Romani blev forsvaret af den 52. britiske division, og 1. og 2. lette beredne brigader. Kanalen blev forsvaret af 5. beredne, den newzealandske beredne riffelbrigade og 5. lette beredne regiment.
Vedvarende kampe begyndte tidligt om morgenen og omkring kl. 11 den 4. august havde den østrigske, tyske og osmanniske styrke trængt de to australske brigader tilbage til et punkt hvor den 52. infanteridivision i sine skyttegrave kunne angribe angribernes højre flanke, og den beredne newzealandske og den 5. beredne brigade ankom i tide til at forlænge den australske lette berednes linje. Den osmanniske fremrykning blev standset af den kombinerede allierede beskydning fra infanteri og beredne styrker, dybt sand, middagsheden på en midsommerdag og tørst. I sommervarmen var det britiske infanteri ikke i stand til effektivt at angribe de retirerende kolonner den følgende dag og kun den beredne Anzac division kunne angribe og erobre Kress Von Kressensteins store styrke, som foretog en ordnet tilbagetrækning til Katia og efterfølgende til deres base ved Bir el Abd. Bir el Abd blev opgivet den 12. august 1916 efter hårde kampe under et angreb fra den beredne Anzac division den 9 August i den yderste ende af de britiske forsyningslinjer. Dette var den første store allierede sejr mod det Osmanniske Rige i 1. verdenskrig, hvilket betød afslutningen på felttoget for forsvar af Suezkanalen. Kanalen blev ikke truet af landstyrker i resten af krigen. De allierede gik herefter i offensiven i 7 måneder, trængte den osmanniske armé tilbage over Sinai-halvøen, udkæmpede slagene ved Magdhaba og Rafah inden de blev stoppet på osmannisk område i det sydlige Palæstina i Første slag om Gaza i marts 1917.

## Den arabiske revolte
Den 5. og 6. juni 1916 overtog Sherif Hussein, Amir af Mecca, og hans tropper kontrollen over Mekka og Jeddah i den sydvestlige del af den Arabiske Halvø fra deres osmanniske garnisoner. En stor osmannisk garnison holdt ud i Taif indtil slutningen af september, hvor de kapitulerede, mens Sherif Husseins tredje søn Feisal angreb den osmanniske garnison i Medina. Briterne var ivrige efter at udvide den arabiske revolte ved at destabilisere de dele af det Osmanniske Rige hvor Hijaz-jernbanen løb nord-syd fra Istanbul til Damaskus og videre til Amman, Maan, Medina og endelig Mekka. Jernbanen, som var bygget med tysk hjælp til at fragte pilgrimme, var ikke kun vigtig for den osmanniske trafik, men stationsbygningerne var lavet af sten og kunne bruges som forsvarsstillinger. Da magtbalancen i det nordlige Sinai skiftede til fordel for briterne blev Sheriffen opmuntret til at søge støtte sin revolte fra så langt nordpå som Baalbek, nord for Damaskus. I London, hvor krigsministeriet håbede at nære uroen i hele det Osmanniske Rige, støttede krigsministeriet Murrays plan om at rykke frem til al-Arish.

## Bevægelseskrig på Sinai
Ved afslutningen af slaget ved Romani den 12. august 1916 var den osmanniske armé blev trængt tilbage til dens fremskudte stilling ved Bir el Abd, den sidste oase i en række som strakte sig fra Romani området. Osmannernes vigtigste fremskudte base blev skubbet tilbage til al-Arish, med en befæstet fremskudt post ved Bir el Mazar, hvor en lille gruppe brønde gav en sikker vandforsyning. Al-Arish var mål for et luftangreb den 18. juni 1916 med 11 fly fra den 5. eskadrille under oberst W. G. H. Salmond. Flyene fløj over havet indtil øst for al-Arish, og drejede derefter ind mod land og nærmede sig fra sydøst. To osmanniske fly på jorden og to af de ti flyhangarer blev sat i brand. Bomber ramte fire andre og tropper blev også angrebet. Tre britiske fly blev tvunget til at lande, et i havet.
Den egyptiske ekspeditionsstyrke havde brug for store mængder ammunition og forsyninger foruden en sikker vandforsyning for at kunne rykke frem til al-Arish. For at sikre dette havde den britiske hær bygget en jernbane og en rørledning over Sinaihalvøen til al-Arish. Fra midten af august og til slaget om Magdhaba den 23. december 1916 ventede de britiske styrker på at denne nødvendige infrastruktur blev etableret. Disse fire måneder er også blevet beskrevet som en periode med hvile for den beredne ANZAC division da der ikke forekom nogle større slag. De beredne tropper var imidlertid travlt beskæftiget med at sikre dækning for byggeriet, afpatruljere nyligt besatte områder og gennemføre rekognosceringer for at supplere de luftfotografier, der skulle forbedre kortene over de nyligt besatte områder.
Under en af disse patruljer den 19. august blev en gruppe på 68 osmanniske soldater fundet halvdøde af tørst af 5. australske lette beredne regiment, som frem for at angribe dem gav dem vand og deres heste. Den kommanderende officer og hans mænd ledte de osmanniske soldater 8 km gennem dybt sand indtil de blev mødt af deres transportkolonne. "Dette var et meget underligt syn og værdigt til en spillefilm [om disse] stakkels ofre for Hunnerne."
Britisk infanteri blev hentet frem for at befæste og danne garnisoner langs jernbanen. De dannede et fast fundament for mobile operationer og forsvar i dybden for den store administration, som rykkede frem med jernbanen til støtte for den beredne ANZAC division og 52. infanteridivision. Flytningen af infanteriet over Sinai blev lettet ved bygning af trådnetsveje, som også blev brugt af det egyptiske arbejdskorps, lette køretøjer, biler og ambulancer. Denne forholdsvis stabile overflade, som ikke sank, blev bygget af to eller fire ruller kanintråd, en tommes masker, som blev rullet ud side ved side, snøret sammen og kanterne fæstnet i sandet med lange stål- eller træpløkker så der skabtes et rimeligt spor.
Selv om fronten havde flyttet sig østpå gennem Sinai var det stadig nødvendigt at opretholde forsvarsenheder ved kanalen. Mens de gjorde tjeneste som en del af kanalforsvaret ved Gebel Heliata, Serapeum mindedes 12. australske lette beredne regiment den 28. august som var årsdagen for regimentets landsætning ved Gallipoli. Der blev givet lidt ekstra spillerum til alle, og det blev til en fornøjelig aften i mændenes kantine."
I mellemtiden, i september 1916, havde det tyske og det osmanniske rige forhandlet deres aftale på plads om at anerkende de stadig større osmanniske styrker, der blev indsat i Europa, mens tysk og østrigsk bistand blev øget for at styrke den osmanniske armé i Palæstina.
Tyske fly bombarderede Port Said den 1. september 1916 og australske og britiske fly svarede igen med et bombeangreb på Bir el Mazar tre dage senere, hvor 12 bomber ramte antiluftskyts kanonerne og sprængte flere telte i luften. Bir el Mazar blev igen bombet den 7. september. Som led i fremrykningen over Sinai flyttede den australske "B" Flight sine hangarer fra Suez frem til Mahemdia (7 km fra Romani) den 18. september; "C" Flight flyttede til Qantara den 27. september 1916.

### Medicinsk støtte
Fremskridt i militær feltmedicin omfattede kirurgisk rensning af sår, med forsinket primær kirurgisk lukning, Thomas splinten, som stabiliserede komplicerede benbrud, brugen af intravenøse drop, der var begyndt i 1916 og blodtransfusioner for at forhindre eller modvirke effekterne chok.
Sårede blev transporteret fra regimenternes førstehjælpsposter nær fronten til en fremskudt forbindingsstation bag fronten af bårebærere fra feltambulancerne, som var tilknyttet de beredne brigader. Evakuering tilbage til jernbanelinjen, som strakte sig gennem Sinai, foregik i hestetrukne ambulancer, i sandslæder eller i bærestole på kameler, der blev beskrevet som "en rejseform, som er enestående i pine for sårede mænd på grund af karakteren af dyrets bevægelser".

### Behandlingen af heste
Der skete en stadig forbedring i håndteringen af heste i løbet af sommeren og efteråret 1916, hvilket kan ses af det begrænsede antal dyr, som blev evakueret fra den beredne ANZAC division efter de udmattende matcher og kampe fra august efter slaget ved Romani, under erobringen af al-Arish og slaget ved Magdaba. Denne forbedring blev understøttet af jævnlige inspektioner fra administrative veterinære officerer og når deres råd blev fulgt af regimenternes chefer. I løbet af året var antallet af syge heste og muldyr på Sinaifronten i gennemsnit 640 om ugen. De blev transporteret med tog med 30 vogne, som hver rummede 8 heste. Dyr som døde eller blev dræbt i aktiv tjeneste blev begravet 3 km fra nærmeste lejr med mindre dette ikke lod sig gøre. I disse tilfælde blev kadaverne transporteret til passende steder langt væk fra tropperne, hvor de blev sprættet op og efterladt til at forgå i den tørre ørkenluft og de høje temperaturer. Dyr som døde eller blev dræbt i veterinære enheder ved Qantara, Ismalia, Bilbeis og Quesna blev håndteret på denne måde og efter at de havde tørret i fire dage i solen blev kadaverne fyldt med strå og brændt efter at de var blevet flået. Skindene blev herefter solgt til lokale.

### Etablering af Eastern Frontier Force
I september 1916 flyttede general sit hovedkvarter fra Ismailia ved Suez-kanalen tilbage til Cairo for mere effektivt at kunne håndtere den fortsatte trussel fra the Senussierne i den Vestlige ørken. General Lawrence blev flyttet til Frankrig, hvor han fungerede som stabschef for feltmarskal Haig i 1918.
Feltmarskal William Robertson, chefen for imperiegeneralstaben, udstak på dette tidspunkt sin globale militærpolitik i et brev til Murray den 16. oktober 1916, hvor han skrev: "Jeg ønsker ikke at vinde et bestemt sted på jorden. Mit eneste mål er at vinde krigen, og det gør vi ikke i Hedjaz eller Sudan. Vor militære politik er helt klar og simple ... [Det] er offensiv på Vestfronten og derfor defensiv alle andre steder."
I dette klima af defensiv militær politik, blev generalmajor Sir Charles Dobell, som havde fået ry for godt arbejde i mindre operationer, forfremmet til generalløjtnant og sat i spidsen for alle tropperne ved kanalen og i ørkenen. Hans hovedkvarter blev placeret i Ismailia og han begyndte at organisere sin kommando i to dele: kanalforsvaret og ørkenkolonnen. Ligeledes i oktober begyndte Eastern Force operationer i Sinaiørkenen og ved grænsen til Palæstina. Det startede med bygning af en jernbane og vandrør over Sinaihalvøen. Jernbanen blev bygget af det egyptiske arbejdskorps med en fart af 24 km om måneden og den britiske front rykkede østpå med samme fart.
 Den 19. oktober havde den beredne Anzac division hovedkvarter ved Bir el Abd hvor den 52. division sluttede sig til dem den 24. oktober.

### Angrebet på Bir el Mazar
En rekognoscering i styrke til Bir el Mazar blev gennemført den 16.-17. september af 2. og 3. lette beredne brigader, 1. bataljon af Imperial kamelkorps brigaden, den newzealandske maskingeværeskadron og kamelkorpsets Hong Kong og Singapore batteri. På grænsen for deres kommunikationslinje kunne styrken ikke fange den 2.000 mand store vel forskansede garnison, som gjorde beslutsom modstand. Efter at have demonstreret den fremrykkende hærs styrke trak de sig tilbage til den beredne Anzac divisions hovedkvarter ved Bir Sulmana 32 km mod vest. Den osmanniske styrke opgav Bir el Mazar kort efter. Rapporten fra 2. lette beredne brigade beskrev hvordan deres 5. lette beredne regiment blev beskudt af antiluftskytskanoner under operationen og rapporterede en mand dræbt og ni sårede. 3. lette beredne brigade skrev, at tropperne i Imperial kamelkorps brigaden og artilleribatteriet ikke kunne bevæge sig hurtigt nok til at tage del i angrebet, og deres brigade mistede tre døde, tre sårede og to kvæstede.
Flyvere fra No. 1 og No. 14 eskadrille bekræftede at antiluftskytskanoner havde beskudt de lette beredne tropper og beskrev kampen på jorden som så voldsom, at de osmanniske styrker greb til dette ekstreme tiltag at de vendte deres antiluftskytskanoner væk fra de angribende fly. De osmanniske soldater trak sig tilbage til Wadi al-Arish, med garnisoner ved Lahfan og Magdhaba.

### Angrebet på Maghara bakkerne
Da de Allierede rykkede frem, blev den osmannisk besatte stilling på højre flanke ved Bir El Maghara 80 km sydøst for Romani at blive en trussel mod deres fremrykning. Generalmajor A.G. Dallas fik kommando en over en kolonne med 800 soldater fra Australian Light Horse, 400 City of London Yeomanry, 600 beredne kameler og 4.500 kameler fra det egyptiske kameltransport korps og 200 kameler fra hærens lægetropper. Styrken blev mønstret ved Bayoud og rykkede ud den 13. oktober på en to-nats march via Zagadan og Rakwa til Maghara bakkerne.
Ved ankomsten blev A og C eskadronerne fra 12. lette beredne regiment placeret i midtenmed 11. lette beredne regiment til højre og Yeomanry tropperne til venstre. De sad af ved foden af bjergene. Herefter klatrede de afsiddede tropper op af bakkerne og overraskede forsvarerne. Det lykkedes dem dog ikke at erobre den centrale forsvarsstilling. 11. lette beredne regiment tog syv osmanner og tre beduiner til fange og trak sig tilbage af samme vej den 17. oktober og ankom til enden af jernbanen i Ferdan ved Suezkanalen den 21. oktober 1916.

### Luftbombardement af Beersheba
Efter at al-Arish havde været udsat for flere bombeangreb konstaterede luftrekognoscering den 2. oktober, at de tyske flyhangarer var væk. Fra 25. oktober blev der ikke rapporteret om antiluftskyts over byen og det var tydeligt at der skete indskrænkninger i styrken på de osmannisk-tyrkiske baser. På dette tidspunkt var jernbanebyggeriet nået vel forbi Salmana hvor en fremskudt britisk flyveplads var under opførelse og No. 1 Squadron var involveret i at fotografere området omkring al-Arish og Magdhaba, og No. 14 Squadron rekognoscerede Rafah.
Den 11. november afgik en Martinsyde og 9 B.E.'er, lastet med bomber og benzin fra flyvepladserne i Qantara og Mahemdia ved daggry og samlede sig ved Mustabig, lige vest for Bir el Mazar. Der dannede en angrebsstyrke bestående af fem B.E.'er og den ene Martinsyde den største styrke, der endnu var blevet organiseret af australiere eller nogen anden luftstyrke i Østen, fyldt med benzin og bomber fløj de i formation til Beersheba. Over Beersheba blev de beskudt af antiluftskyts med højeksplosiver og fragmenteringsgranater og angriberne fløj gennem en mængde hvide, sorte og grønne eksplosionsskyer. Martinsyde flyet nedkastede en 100 punds bombe lige midt på flyvepladsen, 2 20-punds bomber ramte telte, andre ramte jernbanen til Beersheba og stationen. En Fokker og en Aviatik gik i luften; men blev afgørende besejret. Efter at have fotograferet Beersheba og de skader bomberne havde forvoldt, vendte flyverne tilbage mens de rekognoscerede Khan Yunis og Rafah på vejen. Alle maskiner kom sikkert tilbage efter at have været 7 timer i luften. To dage senere gjorde et tysk fly gengæld ved at bombe Cairo.

### Fremskridt i infrastrukturen gennem Sinai
Den 17. november var jernbanen nået til 13 km øst for Salmana, 86 km fra Qantara. Vandledningen og dens pumpestationer, som blev bygget af ingeniørkorpset og det egyptiske arbejdskorps, var nået til Romani, og Bir el Mazar, tidligere fremskudt base for den osmanniske armé, blev overtaget af den beredne Anzac division den 25 november 1916 dagen inden jernbanen nåede frem. Den 1. december var jernbanen nået til øst for Mazar 102 km fra Qantara.
I mellemtiden byggede det Osmanniske Rige en sidebane sydpå fra Ramla på Jaffa–Jerusalem jernbanen til Beersheba, ved at lægge skinner, som blev taget fra Jaffa–Ramla jernbanen. Tyske ingeniører ledede byggeriet af kvaderstens broer og stenkister, da jernbanen blev forlænget fra Beersheba. Den var omtrent nået til Wadi el Arish i december 1916 da Magdhaba blev erobret.

### Slaget ved Magdhaba, december 1916
Den 21. december, efter en natlig march på 50 km, gik en del af kamelkorpsbrigaden og den beredne Anzac division under kommando af Chauvel ind i al-Arish, som var blevet opgivet af de osmanniske styrker, der trak sig tilbage til Madghaba.
Den tyrkiske forpost ved Magdhaba lå omkring 33 km inde i Sinaiørkenen sydøst for al-Arish. Det var den sidste forhindring der stod i vejen for en allieret indmarch i Palæstina.
Ørkenkolonnen under Chetwode ankom samme dag. Efter aftale med Chetwode tog Chauvel af sted for at angribe de osmanniske styrker i Magdhaba med den beredne Anzac division. De tog afsted omkring midnat og var kl. 3.50 nået så langt at de kunne se de osmanniske styrkers lejrbål nogle kilometer borte i Magdhaba.
Med den 1. lette beredne brigade i reserve sendte Chauvel den newzealandske beredne riffelbrigade og 3. lette beredne brigade mod Magdhaba fra nord og nordøst for at afskære retræten, mens kamelkorpsbrigaden fulgte telegraflinjen lige mod Magdhaba. l. lette beredne brigade forstærkede kamelkorpsbrigaden i et angreb på skanserne, men kraftig beskydning med shrapnel granater tvang dem til at rykke frem langs wadien. Ved middagstid var alle tre brigader og en sektion af kamelbrigaden med Vickers og Lewis maskingeværsektioner og artilleri involveret i kraftige kampe. Luftrekognoscering af de osmanniske stillinger hjalp angrebet meget, selv om de seks skanser var godt camoufleret.
Efter hårde kampe om morgenen den 23. december hørte Chauvel omkring kl. 13, at osmannerne stadig kontrollerede det meste af vandet i området. Det hævdes, at han på dette tidspunkt besluttede at afbryde angrebet; men omkring samtidig, efter en telefonsamtale mellem Chauvel og Chetwode, gik alle britiske enheder til angreb, og der var ingen tvivl om at osmannerne var ved at tabe. Både 1. lette beredne brigade og den newzealandske beredne riffelbrigade havde fremgang og tog omkring 100 fanger, og kl. 15.30 begyndte osmannerne at overgive sig. Kl. 16.30 havde hele garnisonen overgivet sig, efter at have lidt svære tab, og byen blev indtaget. Sejren havde kostet de allierede 22 døde og 124 sårede.

### Slaget ved Rafah, januar 1917
Om aftenen den 8. januar 1917 red beredne enheder fra Ørkenkolonnen heriblandt den beredne Anzac division, kamelkorps brigaden, 5. beredne brigade No. 7 lette automobil patrulje og artilleri ud af al-Arish for den følgende dag at angribe en 2-3.000 mand stor osmannisk garnison ved El Magruntein også kendt som Rafa eller Rafah.
Ligeledes den 9. januar bombarderede fire britiske fly den tyske flyveplads ved Beersheba i løbet af eftermiddagen og aftenen. På vejen tilbage observerede de en betydelig osmannisk styrke ved Weli Sheikh Nuran.
Briterne havde tilbageerobret den nordlige del af den egyptiske Sinaihalvø praktisk taget til grænsen med det Osmanniske Rige, men den nye britiske regering under David Lloyd George ønskede mere. Den britiske hær i Egypten fik ordre til at gå i offensiven mod den osmanniske armé, til dels som støtte for Den Arabiske Revolte, som var begyndt tidligt i 1916, og dels for at udnytte det momentum, som var skabt med sejrene i slaget ved Romani i august og slaget ved Magdhaba i december 1916.
Det næste strategiske mål lå på grænsen mellem det britiske protektorat Egypten og det Osmanniske Rige 50 km borte, for langt borte for infanteriet og derfor fik den nyligt oprettede ørkenkolonne under Chetwode ordre til at angribe de osmanniske stillinger langs kysten.
De allierede tropper erobrede byen og stillingerne ved aftenstid med tabet af 71 døde og 415 sårede. Den osmanniske garnison led store tab med 200 døde og yderligere 1.600 fangne.

### Afslutningen på Sinaifelttoget
De første tegn på en stor reorganisering af den osmanniske armés forsvarsværker blev observeret efter erobringen af al-Arish og slaget ved Magdhaba den 28. december 1916 hvor rekognosceringsfly observerede at osmanniske styrker trak deres hovedkvarter tilbage. Dage inden sejren ved Rafah, den 7. januar, rapporterede luftrekognoscering at der stadig var osmanniske styrker ved El Auja og El Kossaima og garnisonen i Hafir El Auja var vokset en smule, men mellem den 14. og 19. januar blev Beersheba bombet adskillige gange af 1. eskadrille i Australian Flying Corps både dag og nat. Under et af disse angreb kastedes tolv 20-punds bomber direkte mod den største tyske hangar. Efter disse angreb evakuerede tyskerne Beersheba og flyttede deres flyveplads til Ramla. Og den 19. januar rapporterede luftrekognoscering af den osmaniske armé havde evakueret El Kossaima og var i mindre tal på den store ørkenbase ved at El Auja.
Et af de mange gengældelsesangreb, som blev udført af de tyske/osmanniske flyvere ramte al-Arish samme dag, 19. januar, da rækkerne af heste var målet. Disse rækker var nemme og oplagte mål fra luften. De forsatte med at lide store tab under luftangreb i resten af krigen.
Ligeledes den 19. januar blev den første luftrekognoscering foretaget over den osmanniske armés bagområder i byerne Beit Jibrin, Bethlehem, Jerusalem og Jeriko af Roberts og Ross Smith, eskorteret af Murray Jones og Ellis i Martinsyder. Junction Station blev også rekognosceret den 27. januar.
I slutningen af januar udførte begge sider svære luftangreb. De tyske og osmanniske piloter kastede bomber på depoterne i hovedbasen ved al-Arish og Nos. 1 og 14 australske eskadrille gjorde jævnligt gengæld i Beersheba, Weli Sheikh Nuran og Beersheba. Tyskerne bombede også det egyptiske arbejdskorps og forsinkede bygningen af jernbanen nu nær El Burj halvvejs mellem al-Arish og Rafah mens den nye vej var omtrent i Sheikh Zowaiid. Som følge heraf blev general Chauvel den 3. februar tvunget til at stoppe den allierede bombning i håb om at gengældelserne også ville ophøre, så arbejdet på jernbanen og vandledningen kunne fortsætte. Vandledningen nåede til al-Arish den 5. februar.
I februar 1917 blev det observeret, at den osmanniske armé også byggede en smalsporet jernbane fra Tel el Sheria til Shellal, i nærheden af Weli Sheikh Nuran, Sheria blev den vigtigste osmanniske base midt på forsvarslinjen mellem Gaza og Beersheba.
De to sidste kampe i Sinaifelttoget fandt sted i februar 1917 da general Murrey gav ordre til angreb på de osmanniske garnisoner ved Nekhel og Bir el Hassana. dette ll. lette beredne regiment foretog angrebet mod Nekhel den 17. februar. Samtidig udførte 2. bataljon af kamekorpsbrigaden sammen med Hong Kong og Singapore batteriet angrebet mod Bir el Hassana, som overgav sig med minimal modstand den 18. februar.

## Palæstinafelttoget begynder
Palæstinafelttoget begyndte i begyndelsen af 1917 og førte i slutningen af året til erobring af det Osmanniske Riges område som strakte sig 590 km mod nord. Operationer i Jordandalen og videre ind i Transjordan blev udkæmpet mellem februar og maj 1918 og blev fulgt af besættelsen af Jordandalen mens der var stilstand i skyttegravskrigen hen over de judæiske bjerge til Middelhavet. Den endelige offensiv i felttoget begyndte i midten af september og våbenstilstanden med det Osmanniske Rige blev undertegnet den 30. oktober 1918.
Med sejren ved Rafah havde Murray opfyldt alle sine og krigministeriets mål. Han havde sikret Suez-kanalen og Egypten mod enhver mulighed for et alvorligt angreb over land og hans styrker kontrollerede Sinaihalvøen med en række stærkt befæstede stillinger i dybden foruden en stærk forbindelseslinje baseret på jernbanen og vandledningen fra Qantara ved Suezkanalen til Rafah.
To dage efter sejren ved Rafah gik general Murrey den 11. januar besked fra krigsministeriet om, at frem for at bygge videre på det momentum, som sejrene ved Magdhaba og Rafah havde skabt i løbet af de sidste 2½ uge, og opmuntre ham til yderligere fremrykning med løfter om flere tropper, fik han besked på at afsende 42. infanteridivision den 17. januar som forstærkninger til Vestfronten, den afgørende krigsskueplads hvor der blev lagt planer om en forårsoffensiv.
Men kun en uge efter at 42. division var afrejst, blev det på en britisk-fransk konference ved Calais den 26. februar 1917 besluttet at tilskynde alle fronter til at indlede en række offensiver, som skulle mere eller mindre samtidig med starten på forårsoffensiven på Vestfronten. Det britiske krigskabinet og krigsministeriet godkendte derfor Murreys forslag om at angribe Gaza, men uden at erstatte den afsendte infanteridivision eller fremsende andre forstærkninger, og angrebet måtte ikke finde sted før 26. marts.
Mens disse politiske manøvrer foregik vendte den beredne Anzac division tilbage til al-Arish nær ved Middelhavet, hvor den havde let adgang til rigeligt med friskt vand og forsyninger. I denne periode med hårdt tiltrængt hvile og rekoncalescens oven på det krævende ørkenfelttog i de foregående 10 måneder var badning, fodbold og boksning samt interesse i bygningen af jernbanen og vandledningen troppernes hovedbeskæftigelse fra begyndelsen af januar til de sidste uger af februar 1917.
Mens den britiske krigsmaskine trængte over Sinaihalvøen holdt infrastrukturen og britiske garnisoner godt fast i det erobrede område. I slutningen af februar 1917 var der lagt 620 km jernbane (1 km om dagen) og bygget 325 km metalvej, 140 km trådvej og 480 km vandledning. Vandledningen krævede tre store pumpestationer, som skulle køre døgnet rundt ved Qantara, nær et reservoir med 23 mio. m³. Ti lokalt brug sendte pumperne vandet gennem en 5 tommers ledning til Dueidar, gennem en 6 rommers ledning til Pelusium, Romani og Mahemdia aog gennem en 12 tommers ledning blev hovedforsyningen sendt gennem ørkenen fra pumpestation til pumpestation. Ved Romani rummede et beton reservoir yderligere 23.000 m³, ved Bir el Abd var der 19.000 m³ og ved Mazar 1.900 m³ og yderligere 1.900 m³ ved al-Arish. Og med jernbanens endestation ved Rafah var der kun 30 km til Gaza by, 5-6 timers march for infanteri og to timer for heste i skridtgang.

### Sykes–Picot og Saint-Jean-de-Maurienne
Da muligheden af en britisk invasion af Palæstina først blev nævnt, blev det nødvendigt at nå til en forståelse med Frankrig, som også havde interesse i Palæstina og Syrien. Så tidligt som den 16. maj 1916 havde Sir Mark Sykes, som havde studeret de politiske problemer i Mesopotamien og Syrien, indgået en aftale med M. Picot, tidligere fransk konsul i Beirut, om at Storbritannien ville besætte Palæstina og Frankrig besætte Syrien. De enedes også om, at en fransk hærstyrke ville blive knyttet til det egyptiske ekspeditionskorps.
Italiens forsøg i starten på at deltage på landjorden i Palæstina blev afvist, men i en hemmelig aftale i Saint-Jean-de-Maurienne lovede dets allierede at involvere det i forhandlinger om Palæstinas fremtidige styre efter krigen. Den 9. april 1917 fik Italiens ambassadør i London, Guglielmo Imperiali, endelig godkendelse af at sende højest "tre hundrede mand ... alene af repræsentative grunde" til Palæstina. I den sidste ende blev der afsendt 500 infanterister. Blandt dem var nogle Bersaglieri, hvis berømte capercaillie fjer ses på billeder fra Jerusalems erobring. Deres "fortrinsvis politiske" rolle bestod i at håndhæve "nedarvede kirkelige privilegier i forbindelse med de kristne kirker i Jerusalem og Bethlehem". I efteråret 1918 var Allenby villig til at modtage yderligere italiensk bistand, men selv om den italienske udenrigsminister, Sidney Sonnino, afgav løfter, blev de ikke til noget.

### Reorganisering af den østlige styrke
Med afsendelsen af 42. division til vestfronten blev dens plads ved al-Arish overtaget af 53. division, som blev overført fra garnisonstjeneste i Øvre Egypten efter at senussierne var blevet besejret. Og 54. division, som havde været i den sydlige sektion af Suezkanal forsvaret flyttede også østpå til al-Arish, mens den nye 74. division blev formeret af afsiddede yeomanry brigader i Egypten.
Ankomsten af 6. og 22. beredne brigader fra Thessaloniki fronten udløste en reorganisering af ørkenkolonnen. I stedet for at sætte de to nye brigader sammen med den 4. lette beredne brigade, som var under formering, og 5. beredne brigade til en ny Imperial Mounted division, (etableret den 12. februar 1917 ved Ferry Post ved Suezkanalen under kommando af generalmajor H.W. Hodgson) blev den beredne Anzac divisions 3. lette beredne brigade overført og den nyligt ankomne 22. beredne brigade blev tilknyttet den beredne Anzac division.
I marts 1917 havde general Charles Dobell chefen for den østlige styrke, 52. division og kamelkorpsbrigaden direkte under sig og Ørkenkolonnen under Chetwode bestod af 52. division under generalmajor Dallas, den beredne Anzac division under Chauvel, som nu bestod af 1. og 2. lette beredne brigade, den newzealandske beredne riffelbrigade og 22. beredne brigade samt Imperial Mounted Division under Hodgson, som nu bestod af 3. og 4. lette beredne og 5. og 6. beredne samt to lette automobil patruljer. Den 3. lette brigade var ret utilfreds med forandringen, da de mistede forbindelsen til deres tidligere tjeneste ved Gallipoli med tabet af navnet Anzac.
Imperial Mounted Division forlod Ferry Post og sluttede sig til Ørkenkolonnen ved el Burj lige efter al-Arish på vejen mod Gaza mellem den 28. februar og 9. marts. 3. lette beredne brigade blev underlagt den den 2. marts og Imperial Mounted Division blev underlagt Ørkenkolonnen den 10. marts 1917. 4. lette beredne brigade, som var under opstilling ved Ferry Post, planlagde at afgå den 18. marts.
Transporten blev også reorganiseret. De hestetrukne forsyningskolonner blev kombineret med kamelkolonnerne, så den østlige styrke kunne operere i omkring 24 timer forbi jernbanens endepunkt. Dette var en stor operation. En brigade (og der var seks) af let beredne tropper havde omkring 2.000 soldater foruden en infanteridivision og alle havde de brug for forsyninger.

### Osmanniske hærenheder
I løbet af februar kunne britisk efterretningsvæsen meddele at der var kommet to nye osmanniske divisioner til området: 3. kavaleridivision (fra Kaukasus) og 16. infanteridivision (fra Thrakien). De sluttede sig til tre infanteridivisioner i området langs den 50 km lange Gaza–Beersheba linje, hvor 4. armé havde omkring 18.000 soldater. Kress von Kressenstein allokerede nogle tropper til både Gaza og Beersheba, men holdt hovedparten i reserve omkring Tell esh Sheria og Jemmameh og i midten af marts var den osmanniske armés 53. infanteridivision på vej sydpå fra Jaffa for at slutte sig til disse tropper. Garnisonen ved Gaza bestod af syv bataljoner og havde 3.500 rifler, maskingeværkompagnier og fem batterier med 20 kanoner støttet af en eskadrille af nyligt ankomne tyske Halberstadt jagerfly, som var langt bedre end de allierede fly og gav den osmanniske armé lokalt luftherredømme.
Det mentes, at den osmanniske armé havde 7.000 rifler støttet af tungt artilleri og maskingeværer med reserver tæt på ved Gaza og Tel el Sheria.
Mellem sejren ved Rafah og slutningen af februar nåede 70 desertører de britiske linjer, og man mente, at dette kun var en lille del da hovedparten af araberne og syrerne forsvandt ind i byer og landsbyer i Palæstina og Transjordan.

## Gaza-felttoget

### Første slag om Gaza, 26. marts
Den osmanniske armé opgav et lille område af det sydlige Osmanniske Rige og trak sig tilbage til Gaza ved Middelhavskysten, men beholdt store garnisoner spredt over området til Beersheba mod nordøst, øst og sydøst ved Hareira, Tel el Sheria, Jemmameh, Tel el Negile, Huj og Beersheba.
Mens ørkenkolonnens Anzac og delvis dannede imperium beredne division forhindrede osmanniske forstærkninger i at trænge igennem og slutte sig til den osmanniske garnison i Gaza angreb den 53. division med støtte fra en brigade af 54. division den 26. marts de stærke befæstninger syd for byen. Om eftermiddagen, efter at være blevet forstærket med den beredne Anzac division, begyndte angrebet hurtigt at lykkes. Da de fleste mål var blevet nået stoppede aftenmørket angrebet og der blev givet ordre til tilbagetrækning inden de ledende officerer havde fuldt overblik over hvad man havde opnået.
Regeringen i London troede på rapporter fra Dobell og Murray, som antydede at der var blevet vundet en betydelig sejr, og beordrede Murray til at fortsætte og erobre Jerusalem. Briterne var på ingen måde i stand til at angribe Jerusalem, da de stadig manglede at gennembryde de osmanniske stillinger ved Gaza.

### Pause
Vi har flyttet lejr fra en bakke ovenfor landsbyen Deir Beulah til et ensomt sted i lunden ved bredden af en ferskvandssø og nær ved havet. Træer og grene fra meget blomstrende slyngplanter og buske skjuler også nogle batterier feltartilleri og hundreder af ton granater og sprængstof. Bag os er vore tunge våben og kavaleri og meget tæt på fronten i skyttegrave ligger vort infanteri, som vi er i forbindelse med. Absurd tæt på ligger de tyrkiske stillinger, skyttegrave og skanser. Da vi krydsede sletten og en lille højderyg til min nye stilling på Palmesøndag, (1. april) 
faldt der ret mange tyrkiske højeksplosive granater, men tilsyneladende temmelig tilfældigt og den samme beskydning fortsatte hele mandagen. Fly og antiluftskytskanoner var i gang næsten hele tiden og lavede spektakel. Den næste dag, tirsdag den 3. april, angreb tyrkerne og jeg var så heldig at have en slags forsæde til hele forestillingen, herunder afvisningen af deres infanteriangreb.

 — Joseph W. McPherson, Egyptiske kameltransportkorps
Omgivet af palmer og olivenlunde ligger Deir el Belah 8 km nordøst for Khan Yunis og 13 km sydvest for Gaza. Fra Deir el Belah fortsatte aktiv patruljering i retning af Sharia og Beersheba. 1. lette beredne brigade sluttede sig her til den beredne Anzac division. Der blev udleveret tre Hotchkiss lette maskingeværer til hver eskadron, hvilket i betydelig grad forøgede det beredne infanteris ildkraft og der blev gennemført træning i deres brug og i anvendelse af gasmasker. Deir el Belah blev hovedkvarter for den østlige styrke efter at jernbanen var nået hertil den 5. april og ankomsten af 74. division øgede styrken til fire infanteridivisioner.
General Murray havde skabt det indtryk ved chefen for imperiegeneralstaben i London, at det første slag om Gaza var gået bedre end det var og at forsvarerne havde lidt større tab end de havde. Fortsatte kampe uden klare vindere i Frankrig førte til at Murrey den 2. april blev opfordret til at gennemføre en større offensiv med Jerusalem som mål, i håb om at højne moralen. Da man nåede 18. april stod det klart at Nivelle Offensiven ikke var lykkedes. Rusland kunne efter februarrevolutionen ikke længere påregnes at angribe det tyske eller det osmanniske rige, og dermed stod det frit for disse at forstærke styrkerne i Palæstina og Mesopotamien, og genoptagelsen af den ubegrænsede ubådskrig betød at der daglig blev sænket 13 britiske skibe, hvor gennemsnittet tidligere i 1916 kun havde været 3. Denne misforståelse af situationen i det sydlige Palæstina "skyldes ene og alene general Murrey, for om han ville det eller ej, var det helt rimeligt at fortolke ordlyden i hans rapporter således som det skete."

### Andet slag om Gaza, 17.–19. april
Det første slag om Gaza var blevet udkæmpet af beredne divisioner, som mere eller mindre tilfældigt var stødt på hinanden, og hastighed og overraskelse havde haft betydning. Dengang havde Gaza været en forpost med en stærk garnison i flanken af en linje som strakte sig østpå fra Middelhavet. I løbet af de tre uger mellem det første og det andet slag om Gaza blev byen hurtigt omdannet til det stærkeste punkt i en række stærkt forskansede stillinger, som strakte sig til Hareira 19 km øst for Gaza og sydøst mod Beersheba. De osmanniske forsvarere udvidede ikke kun deres stillinger i bredden og i dybden, men de byggede også stærke skanser på ideelt forsvarsområde.
Bygningen af disse forsvarsstillinger ændrede naturen af det andet slag om Gaza, som blev udkæmpet 17. til 19. april 1917, til at være et infanteriangreb over åbent terræn mod velforberedte forskansninger, og med støtte fra beredne tropper. Angribernes infanteri blev forstærket med 8 Mark I kampvogne og 4.000 4,5 tommer gasgranater. Kampvognene blev indsat langs fronten for at give ly til infanteriet, som rykkede frem bag dem, men da kampvognene blev mål for fjenden gik det også ud over infanteriet. Det lykkedes to kampvogne at nå deres mål. Selv om gasgranaterne blev affyret i løbet af de første 40 minutter af bombardementet af et skovklædt området, lader det til, at de ikke var effektive.
Styrken af de osmanniske stillinger og soldaternes beslutsomhed besejrede briterne. Den britiske styrke, som inden de to slag om Gaza kunne have støttet en fremrykning ind i Palæstina var nu blevet decimeret. Murray, som havde kommando en over styrken ved Gaza, og Dobell, som havde kommandoen over den østlige styrke blev frataget deres poster og sendt tilbage til England.

### Dødvande
Fra april til oktober 1917 holdt de osmanniske og britiske styrker sig i deres forsvarsstillinger fra Gaza til Beersheba. Begge sider byggede omfattende befæstninger, som var stærkest der hvor skyttegravene næsten mødtes ved Gaza og Beersheba. I centrum af linjen ved Atawineh, Sausage Ridge, Hareira og Teiaha støttede stillingerne hinanden. De havde udsigt til en næsten flad slette uden dækning, så et frontalangreb var så godt som umuligt. Skyttegravene lignede dem på Vestfronten, bort set fra at de ikke var så omfattende og også var åbne i flanken.
Begge sider reorganiserede deres hære i Palæstina under dødvandet og udpegede nye ledere. Yildirim armégruppen blev dannet i juni under kommando af den tyske general Erich von Falkenhayn. General Sir Archibald Murray blev sendt tilbage til England og i juni fik Edmund Allenby kommandoen over den egyptiske ekspeditionsstyrke. Allenby oprettede to adskilte hovedkvarterer. Et blev tilbage i Cairo for at styre Egypten, mens han operative hovedkvarter blev oprettet i nærheden af khan Yunis. Han reorganiserede også styrken, så den kom til at bestå af to infanteri og et beredent korps. Den 28. oktober 1917 udgjorde kamptropperne i EEF 50.000. Hertil kom 70.000 uspecificerede egyptere.

#### Angreb på den osmanniske jernbane
Hovedforbindelseslinjen sydpå fra Beersheba til Hafir el Aujah og Kossaima blev angrebet den 23. maj 1917 og betydelige sektioner af jernbanen blev ødelagt af ingeniørtropper fra den beredne Anzac division og den beredne Imperie division. Dette angreb blev dækket af to beredne divisioner og inkluderede et udfald mod Beersheba.

#### Slaget ved Buqqar Ridge
De allieredes besættelse af Karm den 22. oktober skabte et stort center for forsyninger og vand til tropperne i det omliggende område. For de osmanniske styrker betød etableringen af en jernbanestation ved Karm at forsvarsstillingerne, der blev kaldt Hareira Redoubt og Rushdie System, og som udgjorde et kraftigt bolværk mod enhver allieret aktion, blev truet.
For at imødegå denne trussel foreslog general Erich von Falkenhayn, øverstkommanderende for Yildirim armégruppen, et angreb i to faser. Ifølge planen skulle der gennemføres en storstilet rekognoscering fra Beersheba den 27. oktober og den skulle følges op af et storangreb af 8. armé fra Hareira. Denne anden fase var ironisk nok planlagt til at skulle foregå om morgenen den 31. oktober 1917, den dag hvor slaget om Beersheba begyndte.

## Offensiven i det sydlige Palæstina

### Slaget ved Beersheba, 31. oktober
Offensiven i det sydlige Palæstina begyndte med angrebet på det 3. osmanniske korps hovedkvart i Beersheba. Byen blev forsvaret af 4.400 rifler, 60 maskingeværer, 28 feltkanoner, kavaleri og infanteri. De var placeret i velbyggede skyttegrave, beskyttet af noget pigtråd og forstærket af befæstede stillinger nordvest, vest og sydvest for Beersheba. Denne halvcirkel af stillinger omfattede velplacerede skanser på en række højder, op til 6,5 km fra byen. Heriblandt var Tel el Saba øst for Beersheba, som blev forsvaret af en bataljon af den 48. osmanniske regiment og et maskingeværkompagni. De blev angrebet af 47.500 soldater i det 20. korps' 53., 60. og 74. infanteridivision med 10. irske division og 1. bataljon af 2nd County of London Yeomanry tilknyttet foruden 15.000 mand i det beredne ørkenkorps.
Efter omfattende og indviklede arrangementer for at støtte infanteriet fremrykning, 60. og 74. division skulle angribe Beersheba vestfra, mens den beredne Anzac division med den beredne australske division i reserve skulle angribe byen østfra, efter at være redet 40 - 55 km for at komme rundt om Beersheba. Infanteriangrebet begyndte med et bombardement og erobringen af Hill 1070, hvilket gjorde det muligt at bringe kanoner frem så de kunne beskyde skyttegravene, der beskyttede Beersheba. Intense nærkampe fortsatte indtil 13.30 hvor den osmanniske linje af skyttegrave vest for Beersheba blev taget. I mellemtiden nået den beredne Anzac division rundt om Beersheba for at afskære vejen nordpå til Hebron og Jerusalem for at forhindre forstærkninger i at nå frem til eller tilbagetrækning fra Beersheba, og indledte deres angreb mod Tel el Saba. De kraftigt forskansede forsvarere på Tel el Saba blev i første omgang angrebet af den newzealandske beredne riffelbrigade, men kl. 10 blev de forstærket af 1. lette beredne brigade. 3. lette beredne brigade blev senere beordret til at forstærke den beredne Anzac divisions angreb mod denne osmanniske stilling, men inden de kunne komme på plads blev et generalangreb indledt kl. 14.05, og det førte til at Tel el Saba blev erobret kl. 15.
Der blev udstedt ordre om et generalangreb på Beersheba til de afsiddede 1. og 3. lette beredne brigader og den lette beredne 4. brigade.
Da de forreste eskadroner af 4. og 12. lette beredne regiment med deres forposter 70 meter forude nåede indenfor rækkevidde af de osmanniske riffelskytter lige foran dem blev et antal hest ramt af vedvarende hurtig beskydning. Mens det 4. lette beredne regiment angreb disse befæstninger afsiddet efter at være sprunget over skyttegravene, red hovedparten af 12. lette beredne regiment i venstre side gennem et hul i stillingerne og galopperede ind i Beersheba og erobrede garnisonen.

### Efter erobringen af Beersheba
[Allenby skulle] presse tyrkerne overfor dig alt hvad du kan og så fjenden tvinges til at sende tropper til Palæstina og dermed lette presset på Maude, og drage fordel af situationen i Arabien. Til at afgøre det omfang hvormed du kan gennemføre denne politik i sikkerhed, vil du blive vejledt af det faktum, at det er usandsynligt at der vil ske en forøgelse af de styrker som nu er til din disposition.

 — Robertson til Allenby modtaget 2. november 1917
Fra den 1. til den 6.-7. november blev det egyptiske ekspeditionskorps holdt fast i svære kampe mod stærke osmanniske bagtropper ved Tel el Khuweilfe i de judæiske bjerge, ved Hareira og Sheria på slette og ved Sausage Ridge og Gaza ved Middelhavets kyst. I dette tidsrum trak de osmanniske arméer sig tilbage i god orden, dækket af stærke bagtropper, som også selv trak sig tilbage i ly af mørket om natten mellem den 6. og 7. november. Det britiske kavaleriangreb ved Huj blev indledt mod en osmannisk bagtrop den 8. november. Allenby beordre den egyptiske ekspeditionsstyrke til at rykke frem og nedkæmpe de retirerende 7. og 8. osmanniske armé, men blev forsinket af den stærke bagtropper.
slaget ved Tel el Khuweilfe var en vigtig sideforestilling mens hele den tyrkiske front brød sammen fra Gaza til Beersheba," da det afledte osmanniske reserver til Khuweilfe området, så de ikke kunne bruges til at forstærke centrum af den osmanniske linje ved Hareira og Sheria. Det var også en trussel om et angreb mod Jerusalem, og lagde pres på den osmanniske hærledelse, som sendte betydelige styrke østpå fra Sheria, for at forstærke forsvaret af vejen til Jerusalem og Tel el Khuweilfe, som var for langt borte til at de kunne støtte Gaza. Ved at svække styrken, som forsvarede Sheria, blev det muligt for to infanteridivisioner og beredne ørkenkorps, der var alt hvad der kunne indsættes så langt fra baserne, "at besejre og forfølge den, og jage den nordpå til Jaffa."

### Fremrykning til Jaffa og de judæiske bjerge
Et forsøg den 12. november med fire divisioner fra den osmanniske 8. armé på at modangribe og stoppe den britiske fremrykning foran den vitale Junction Station (Wadi Sara) ved Jaffa–Jerusalem jernbanen, blev standset af den beredne australske division forstærket med to yderligere brigader.
Den 13. november angreb den egyptiske ekspeditionsstyrke en 20.000 mand stor osmanniske styrke, som lå i en hastigt opbygget med af naturen stærk forsvarslinje. Hovedangrebet blev sat ind af 21. korps' 52. og 75. divisioner i centrum, med den beredne australske division på højre side og de beredne Anzac og Yeomanry divisioner på venstre side. Infanteriet i centrum sejrede med støtte fra et kavaleriangreb fra 6. beredne brigade (Yeomanry Mounted Division). Og den 14. november besejrede den beredne newzealandske riffelbrigade en betydelig bagtrop - 3. oamanniske infanteridivision - ved Ayun Kara. Den samlede effekt af denne række af ødelæggende nederlag til den osmanniske armé var at deres 8. armé opgav Jaffa og trak sig tilbage over Nahr el Auja mens deres 7. armé trak sig tilbage ind i de judæiske bjerge for at forsvare Jerusalem. De havde trukket sig omkring 80 tilbage, mistet 10.000 fangne og 100 kanoner og lidt store tab.

### Erobringen af Jerusalem
Jerusalem operationerne begyndte med slaget ved Battle of Nebi Samwill, som blev udkæmpet mellem den 17. og 24. november, og blev fortsat i det efterfølgende slag ved Jaffa den 21. og 22. december og sluttede med forsvaret af Jerusalem fra 26. til 30. december 1917. Disse slag som endte med sejr blev udkæmpet af 20., 21. og det beredne ørkenkorps mod den 7. osmanniske armé i de judæiske bjerge og den 8. armé. Kampene strakte sig fra nord for Jaffa ved Middelhavet over de judæiske bjerge til Oliebjerget.
Slagmarken hvor slaget ved Nebi Samwil blev udkæmpet fortsatte med at være genstand for angreb og modangreb indtil begyndelsen af december hvor Jerusalem blev besat af briterne. Kampene fortsatte også i omegnen af Bireh og den osmanniske hovedforsyningslinje som fulgte vejen mellem Jerusalem og Nablus nord for byen.
Efter at den osmanniske armé havde forladt Jerusalem blev byen besat den 9. december 1917. Dette var en stor politisk begivenhed for den britiske regering under David Lloyd George, en af de få ægte successer briterne kunne pege på efter at år med bitre skuffelser på Vestfronten.
På den osmanniske side betød dette nederlag et farvel til Djemal Pasha, som vendte tilbage til Istanbul. Djemal havde delegeret den reelle ledelse af hans armé til tyske officerer som Kress von Kressenstein og von Falkenhayn over et år tidligere, men nu, besejret som Enver Pasha var blevet det i slaget ved Sarikamish, opgav han også den nominelle kommando og vendte tilbage til hovedstaden. Der resterede under et år inden han blev tvunget ud af regeringen. Falkenhayn blev også udskiftet i marts 1918.

## Vinteren 1917–1918

### Administration af erobret område
Da Allenby overtog kommandoen over det Egyptiske ekspeditionskorps sluttede han sig hurtigt til hæren i felten og overlod de politiske og administrative problemer i forbindelse med det egyptiske mandatområde til en regeringsudpeget embedsmand med en passende stab. De tidligere osmanniske områder, som nu var blevet erobret krævede også styring, og med regeringen i Londons billigelse udpegede Allenby en chefadministrator for Palæstina. Han delte landet i fire distrikter: Jerusalem, Jaffa, Majdal og Beersheba, hver under en militærguvernør. Under denne administration blev befolkningens umiddelbare behov dækket. Sædekorn og kvæg blev importeret og fordelt. Finansiering på fordelagtige betingelser blev stillet til rådighed gennem hærens banker, en stabil valuta blev oprettet og postgangen genoprettet.
Den 15. rapporterede Allenby til den militære efterretningstjeneste om holdninger til besættelsen af Jerusalem. Rapporten gengav at de fleste muslimer ikke tog stilling, mens partisanerne under Sherif var yderst tilfredse, men bekymrede over jødisk indflydelse. Holdningen blandt beduinerne fra øst for Jerusalem til Bir El Saba (Beersheba) varierede. Nogle var utilfredse, men beskyttelsen af de hellige muslimske steder blev generelt accepteret som tilfredsstillende. Jøderne var begejstrede over den støtte til zionismen, som var indeholdt i Balfour-deklarationen og kristne var glade for besættelsen.
Allenby var under pres for at opbygge udenlandske administrationer i Palæstina. Den franske repræsentant i Palæstina, Picot, pressede på for at få en andel af administrationen af et fransk protektorat i Det hellige Land og pressede på for at overtage de rettigheder og privilegier i kirken, som den franske repræsentant havde haft inden krigen. Hans tilstedeværelse og opførsel vakte misundelse blandt italienerne og kirkens repræsentanter blev vrede. Allenby var klar over at vrede præster kom i slagsmål i ved de hellige steder i Jerusalem af og til. Han insisterede på at mens militær administration var nødvendig, måtte den alene foregå under den britiske øverstkommanderendes ledelse.

### Konsolidering af ekspeditionsstyrkens erobrede område
Vejret blev efterhånden bedre, og jernbaner og veje blev repareret og udviklet. En tværgående forbindelseslinje nord for Jaffa-Jerusalem-vejen krævede en fuldstændig rekonstruktion af sporet fra Amwas til Beit Sira fra det egyptiske arbejdskorps. En standardspor-linje nåede Ludd og var blot 400 m fra Allenbys hovedkvarter 3 km vest for Ramleh. Han skrev 25. januar: "Jeg vil gerne udvide min højre flanke til at rumme Jeriko og N. for det Døde Hav." 3. januar opdagede to australske fly både, der fragtede kort og hø, der var dyrket på sletterne mod øst og sydøst for det Døde Hav, beregnet til styrkerne i Amman. Bådene på vej fra Ghor el Hadit (bag ved Point Costigan) og Rujm el Bahr ved den nordlige ende af Havet blev bombet og overdænget med kugler af de australske fly, der gentog dette, indtil bådtrafikken blev indstillet.
Allenbys næste strategiske træk var at udvide sin højre flanke til at indbefatte Jeriko, derpå krydse Jordan-floden og rykke frem mod Amman, mens han ødelagde 15-25 km af Hadjaz-jernbanen for at isolere de osmanniske styrker nær Medina og opmuntre til flere arabiske opstande.
Hele den britiske fremskudte operationsbase bevægede sig nordpå fra Deil el Belah til det nye jernbaneknudepunkt og ved Ramleh var Sundhedssektionens hovedkvarter også hovedkvarter for den motoriserede ambulancekonvoj. Tretten ulykkesoprydningsstationer og stationære hospitaler blev oprettet langs forbindelsesvejene fra Jaffa og Jerusalem til Kantara, og fra marts 1918 kørte der ambulancetog fra Ludd til Kantara.

### Vest eller øst
Ved udgangen af 1917 var alle målene i felttoget for at erobre Jerusalem blevet nået. Osmannisk-tyske operationer mod Bagdad var blevet generet, de sidste osmanniske reserver var i kamp, og den britiske nations moral var blevet styrket.
Den britiske premierminister David Lloyd George ønskede at tvinge det Osmanniske Rige ud af krigen i 1918. Den 7. division i Mesopotamien var allerede blevet beordret til Palæstina og der var mange, som var bekymrede over, at hvis der blev overført tilstrækkeligt stor styrker fra Vestfronten til Palæstina, kunne England måske nok beskytte kolonierne, men tabe krigen.
De vestligt orienterede hævdede, at det egentlige hjerte i det Osmanniske Rige, Istanbul, stadig lå hundreder af kilometer fra fronten uanset om den lå ved Damaskus eller Aleppo, og at hvis det Osmanniske Rige samtidig kunne se Tyskland løbe Frankrig over ende, ville det ikke være nok til at tvinge det Osmanniske Rige ud af krigen. Med Rusland ude af krigen var Dardanellerne ikke længere et mål for det Britiske Imperium, da adgang til den russiske flåde ikke længere havde nogen betydning.
De østligt orienterede accepterede, at det var af afgørende betydning at opretholde styrkerne i Frankrig og Belgien på Vestfronten, men at de allerede var tilstrækkeligt mange til at holde fronten. De hævdede, at 'at overlade initiativet andetsteds og koncentrere sig om en politik om rent passivt forsvar langs hele kamplinjen var et fortvivlelsens råd.' Tyskland ville have et forbigående vindue, hvor det som følge af våbenstilstanden mellem Rusland og Tyskland kunne angribe de allierede styrker på Vestfronten, inden De forenede Stater, som allerede var trådt ind i krigen, kunne indsætte tilstrækkelig store styrker til at afslutte Tysklands krig. Men de østligt orienterede hævdede, at i to års krig havde de allierede haft en overvægt i soldater og materiel, som var større end den Tyskland kunne overføre fra Østfronten, og de havde ikke evnet at bryde gennem de tyske linjer. De hævdede, at operationsområdet i Palæstina måske nok kostede for meget i skibskapacitet, men at Vestfronten kostede for meget i liv, og at det ville være tåbeligt at flytte hærdede veteraner fra Palæstina, hvor man kunne opnå en afgørende sejr, til et dødvande hvor de kun kunne dø.
Den 13. december 1917 instruerede krigskabinettet generalstaben om at overveje to politikker. Erobringen af Palæstina med en fremrykning på omkring 160 km eller en fremrykning til Aleppo for at afskære de osmanniske forbindelseslinjer til Mesopotamien. Den 14. december rapporterede Allenby at regnperioden ville forhindre yderligere angreb i mindst to måneder.
Betinget godkendelse fra det øverste krigsråd af en afgørende offensiv med henblik på at nedkæmpe de osmanniske arméer og knuse modstanden var indeholdt i en fælles note: "Joint Note No. 12". Det blev hævdet at ødelæggelsen af det Osmanniske Rige ville have langtrækkende resultater for den militære situation.' Tidligt i februar 1918 blev general Jan Christiaan Smuts (et medlem af imperiets krigskabinet) sendt afsted for at rådføre sig med Allenby om implementeringen af den fælles note. Franskmændene havde et væsentligt forbehold i forbehold til den fælles note: at ingen britiske tropper i Frankrig kunne overføres den den egyptiske ekspeditionsstyrke. Smuts informerede Allenby om at hensigten var at forstærke den egyptiske ekspeditionsstyrke med en eller måske to indiske kavaleridivisioner fra Frankrig, tre divisioner fra Mesopotamien og yderligere artilleri og fly. Smuts foreslog også at man krydsede jordanfloden og erobrede Hejaz jernbanen og brugte den til at udflankere Damaskus.

## Operationer i De judæiske Bjerge

### Kampen ved Tell 'Asur
Denne aktion blev udkæmpet mellem den 8. og 12. marts og trængte den egyptiske ekspeditionsstyrkes front heke vejen frem fra Middelhavet til Abu Tellul og Mussalabeh ved kanten af Jordandalen og nordpå. Allenbys højre flanke var sikker men ikke tilstrækkelig bred til at støtte de planlagte operationer over Jordanfloden til Hedjaz jernbanen. Der var brug for mere terræn for at give større dybde. Under denne operation betød en generel fremrykning over en front på 22-42 km og i en dybde af op til 8-11 km, af både 20. og 21. korps, at den 7. og 8. osmanniske armé blev trængt nordpå fra floden Auja på Middelhavets kyst, fra Abu Tellul og Mussallabeh på kanten af Jordandalen og op ad vejen mellem Jerusalem og Nablus forbi Ras el Ain.

### Kampen ved Berukin, 9.–11. april
General Allenby ville følge op på afbrydelsen af Hedjaz jernbanen ved Amman med en fremrykning til Tulkarm og Nablus og trods det mislykkede angreb ved Amman fortsatte han med placer om at erobre Tulkarm.
Angrebet skete mellem den 9. og 11. april og det var tanken at det skulle begynde med af 75. division erobrede landsbyerne Berukin, Sheikh Subi og Ra-fat sammen med det højtliggende område ved Arara. Den 7. division skulle derpå rykke 2 km frem over en 8 km fred front og forberede kanonstillinger hvorfra man kunne beskyde Jaljulia og Tabsor. 54. og 75. division skulle derpå rykke frem til Wadi Qarna med deres venstre flanke mod Qalqilye og Jaljulye mens 54. division foretog en fejende bevægelse mod vest langs de osmanniske stillinger så langt som til Tabsor. Så snart Jaljulye og Qalqilye var ryddet skulle den beredne australske division ride hurtigt mod Et Tire og ihærdigt forfølge de osmanniske enheder så langt som til Tulkarm.
Den 75. divisions forberedende angreb, som blev indledt kl. 5.10 den 9. april, stødte på kraftig osmannisk modstand, som blev støttet af tre tyske batterier feltartilleri og tyske bataljoner var aktive i modangreb med maskingeværer og morterer
Alle de tre infanteribrigader gennemførte det indledende angreb på linje mod Berukin, El Kufr, Ra-fat og Three Bushes Hills, som blev erobret, mens Berukin til sidst blev erobret kl. 16. Forsinkelsen ved erobringen af Berukin sagtnede farten i angrebet og gav de tyske og osmanniske forsvarere tid til at styrke deres forsvar, og som følge heraf blev angrebene mod Mogg højderyggen, Sheikh Subi og Arara udskudt til den følgende dag. I løbet af natten var der næsten konstante modangreb, men angrebet blev fortsat kl. 6 om morgenen den 10. april da 2/3rd Gurkhas (232. infanteribrigade) nåede den vestlige kant af Mogg højderyggen. Kampen her fortsatte hele dage og ved Sheikh Subi brød angrebet sammen, mens angrebet længere vestpå ved Arara var en delvis succes kl. 9.30. Næsten hele Mogg højderyggen blev til sidst erobret, men gik igen tabt ved et modangreb. Det tyske og osmanniske infanteri blev fanget i et beslutsomt britisk forsvar og kraftig britisk artilleribeskydning, hvilket fordrede dem i at følge op på deres succes. Igen var der beslutsomme osmanniske og tyske modangreb i løbet af natten, og de lykkedes til dels. Den 11. april stod det klart, at beslutsomt forsvar ville gøre ethvert angreb kostbart, og det blev besluttet at omkostningerne ved at fortsætte ville blive for høje. Men i den følgende uge fortsatte en duel på langtrækkende artilleri. Endelig den 21. april blev Three Bushes Hill evakueret mens Berukin, El Kufr og Ra-fat blev fastholdt og konsolideret, herunder frontfremspringet ved Ra-fat.
Ved slutningen af to dages bitre nærkampe havde 75. division endnu ikke nået sine mål og havde svært ved at holde fast i det lidt den havde nået på grund af udmattelse og tab. Tre dages kampe fra 9.-11. april beviste igen, at i de judæiske bjerge kunne tyske og osmanniske maskingeværer gøre enhver fremrykning langsom og kostbar.
Denne kamp ved Berukin indtraf på en del af linjen som skulle en del af den endelige offensiv fem måneder senere hvor infanteriangrebet vil dreje omkring Ra-fat frontfremspringet, som på dette tidspunkt blev holdt af Détachment Français de Palestine et de Syrie. I dette tilfælde var tabene svære: 1.500 britiske døde og sårede, mens omkring 200 osmanner lå døde på slagmarken og 27 osmanner og tyskere blev taget til fange.

### Sommer i de judæiske bjerge
I løbet af sommeren 1918 var opmærksomheden naturligvis mest fokuseret på Vestfronten. Chefen for imperiegeneralstaben i krigsministeriet kunne kun tilbyde Allenby folk til jernbanebygning og en mulig forøgelse i skibstransporten så Allenbys forsyninger kunne blive forsøget. Sir Henry Wilson havde en om at forlænge jernbanerne når det Osmanniske Rige var brudt sammen. "Jeg vil se Aleppo forbundet med Mosul forbundet med Baku forbundet med Ural forbundet med den japanske armé og herfra lade et angreb udgå mod 'les Boches'."
På dette tidspunkt strakte fronten sig fra Middelhavet til Det Døde Hav. Fra midten af maj til omkring midten af oktober var landet, som fronten passerede så godt som tørt, men temperaturerne kunne variere meget. På kystsletten var klimaet næsten subtropisk, med havbrise og en gennemsnitstemperatur på 27° C. I de judæiske bjerge kan temperaturen variere op til 11° i løbet af en enkelt dag, og i Jordan dalen er temperaturer mellem 37° og 47° almindelige sammen med høj luftfugtighed. Heden er langs hele linjen ledsaget af støv og insektplager, heriblandt sandfluer og moskitoer, som er almindelige langs hele frontlinjen.
Fronten i Palæstina var forholdsvis rolig i slutningen af foråret og sommeren 1918 med undtagelse af nogle korte kampe midt på sommeren. I de varme sommermåneder af 1918 blev der gjort adskillige mindre britiske angreb for at forbedre de allierede stillinger på kystsletten og i de judæiske bjerge.
Der var et mindre angreb britisk angreb, som havde til formål at forbedre fronten ved kysten, adskillige britiske angreb, herunder et stort angreb og et mindre osmannisk.
Den 8. juni 1918 angreb den 7. division to bjerge 1½ km fra havet. Deres mål blev hurtigt erobret efter et angreb kl. 3.45 den 9. juni fra 21. brigade, men de osmanniske forsvarere gik til modangreb kl. 6.40 efter kraftig artilleribeskydning mod den indiske brigade. Disse modangreb blev slået tilbage. De britiske tab udgjorde 63 døde og 204 sårede. Der blev taget 110 fanger foruden to tunge og fem lette maskingeværer. De to bjerge, som havde været nyttige observationsposter for den osmanniske armé blev befæstet og forblev på britiske hænder.
Den 13. juli blev et osmannisk angreb på frontfremspringet ved Ra-fat, der blev holdt af 3/3. Gurkha Rifles (232. brigade) indledt med et af de sværeste bombardementer som blev oplevet i Palæstina. Bombardementet, som varede i godt en time, begyndte kl. 17.15 og førte til at landsbyen brød i brand, men gurkhaerne mødte angriberne ved straks at løbe til deres stillinger. Kampene fortsatte til efter mørkets frembrud og 52 soldater blev dræbt.
I løbet af aftenen den 27. juli blev et vellykket angreb gennemført af fem delinger af 53. Sikher (28. indiske brigade) mod osmanniske skyttegrave på "Piffer Ridge" 5 km øst for middelhavskysten ved El Haram. Den osmanniske garnison blev overrasket og 33 taget til fange med et tab på 4.
Efter at have gennemgået omfattende træning gennemførte den 10. division om natten mellem 12.-13. august et angreb, som bestod af en række angreb på oamanniske stillinger på den 4½ km lange Burj–Ghurabeh højderyg lige vest for vejen mellem Jerusalem og Nablus og omkring 2 km fra frontlinjen. Det blev udført af regimenter, brigader, kompagnier og delinger af indiske tropper. De blev støttet af 147 kanoner og haubitser fra 53. divisions artilleri (undtagen to haubits batterier samt den 9. britiske bjergartilleribrigade).
Et af disse angreb den 12. august var mod en 3,6 km lang højderyg med stejle sider vest for Nablusvejen, som indeholdt Khan Gharabe, og udgjorde en del af 20. korps front, hvor de osmanniske stillinger lå i en så godt som ubrudt række. Modstanderens front blev holdt af 600 riffelskytter fra det 33. osmanniske regiment (11. division). Det britiske og indiske infanteri kravlede 100 meter nedad inden de kunne kravle op ad de stejle skrænter. På trods af at de osmanniske stillinger var kraftigt bemandet og stærkt beskyttet af pigtråd fulgte der kraftige nærkampe under hvilke angreb fra begge flanker var yderst vellykkede. Det vurderes at der blev påført osmannerne tab på 450 og 250 blev taget til fange.
Et bombardement med det formål at overskære pigtråden begyndte kl. 21.55 den 12. august og kort tid efter blev 54. Sikh og to kompagnier af 6. Prince of Wales's Leinster Regiment indsat sydøst for højderyggen på højre flanke mens 1/101. Grenadiers og to kompagnier af 6th Prince of Wales's Leinster Regiment i den vestlige ende var over 4 km borte. De to indiske regimenter rykkede frem samtidig og erobrede de osmanniske stillinger i flanken hvorpå kompagnierne fra Prince of Wales's Leinster Regiment drejede indad støttet af en krybende spærreild, som også bevægede sig indad fra begge flanker. Selv om de to kompagnier i venstre side ikke nåede deres mål var angrebet en fuldstændig succes og styrkerne trak sig tilbage omkring kl. 0.15 med 239 fanger, 14 maskingeværer og osmanniske tab vurderet til 450 mens den 29. brigades tab var på 107.
Samtidig med angrebet vest for Nablusvejen gennemførte 179. og 181. brigade fra 60. division et angreb over en front på 8 km øst for Nablus vejen
mestendels uden artilleristøtte da en 14 km lang front fra Keen's Knoll til Kh. 'Amuriye blev angrebet. Table Hill, Bidston Hill, Forfar Hill Fife Knoll, Kh. 'Amuriye og landsbyen Turmus 'Aya blev alle udsat for vellykkede angreb, selv om der kun blev taget 8 fanger med et tab på 57.

## Operationer i Jordandalen

### Erobringen af Jeriko, februar 1918
Allenby ønskede at forlænge sin højre fløj, så den inkluderede Jeriko og den nordlige del af Det Døde Hav. I midten af februar angreb 53. og 60. division med 1. lette beredne og den newzealandske beredne riffelbrigade tyske og osmanniske stillinger øst for Jerusalem, som blev holdt af 53. division fra20. korps. Da infanteriangrebet på Talat ed Dumm og Jebel Ekteif var i gang rykkede de beredne brigader mod Jordandalen fra Bethlehem. Den beredne newzealandske riffelbrigade angreb med held stillinger ved el Muntar og en stærk stilling, som beskyttede Neby Musa mens 1. lette beredne brigade nåede Jordandalen og indtog Jeriko.

### Besættelsen af Jordandalen
I februar begyndte besættelsen af Jordandalen hvor Auckland Mounted Rifles (beredne newzealandske riffelbrigade) blev tilbage for at afpatruljere området efter erobringen af Jeriko. Under de to transjordanske angreb var Jordandalen garnisoneret af de beredne Anzac og australske divisioner, 4. og 5. kavaleridivision og 20. indiske brigade indtil september da Chaytors Styrke indledte det Tredje transjordanske angreb med at rykke frem for at erobre Jisr ed Damieh, Es Salt og Amman.

### Første transjordanske fremrykning
Inden Jeriko var blevet erobret, planlagde Allenby allerede et fremstød over Jordan-floden og 'lave et stort angreb hinsides Salt mod Hedjaz jernbanen.' Det første angreb på Amman fandt sted mellem den 21. og 30. marts.
Sheas styrke, der bestod af 60. division og den beredne Anzac division, tiltvang sig med held en overgang over Jordan-floden, besatte Es Salt, angreb Amman og til dels ødelagde strækninger på Hedjaz jernbanen omkring 50-60 km øst for Jeriko.
Den osmanniske 48. infanteridivision forsvarede sammen med 3. og 46. angrebskompagni og den tyske 703. infanteribataljon med held Amman og stoppede Shea styrkens fremrykning. Da hans kommunikationslinjer blev truet af 2.000 mands forstærkninger på vej mod Es Salt nordfra blev der givet ordre til tilbagetrækning, som lykkedes om end det primære mål, ødelæggelsen af en stor viadukt ved Amman ikke var blevet nået.
Tilbagetrækninger var afsluttet om aftenen den 2. april og tilbage var kun to områdegevinster i form af to brohoveder ved Ghoraniye og Makhadet Hajla. Dette var det første nederlag til enheder i den egyptiske ekspeditionsstyrke siden det Andet slag om Gazai april 1917. Sammen med det Andet transjordanske angreb mod Es Salt den følgende måned trak disse to angreb opmærksomheden væk fra kystområdet ved Middelhavet, hvor det britiske angreb i september 1918 skulle blive en omfattende succes.

### Anden transjordanske fremrykning
Efter Sheas mislykkede første transjordanske angreb mod Amman beordrede Allenby en tøvende Chauvel til at angribe Shunet Nimrin og Es Salt med en styrke, som var en tredjedel større end den som angreb Amman. Men i de fem uger mellem de to operationer vurderede det britiske hovedkvarter, at de tyske og osmanniske styrker i området var blevet fordoblet.
Det andet transjordanske angreb var lige så mislykket og truede en af Allenbys beredne divisioner med at blive fanget, men det er bredt accepteret at det opfyldte hans strategiske hensigt om at fokusere fjendens opmærksomhed på det transjordanske område og væk fra Middelhavskysten, hvor han ville foretage et vellykket gennembrud i september.

### Tyske og osmanniske angreb
Den 14. juli blev der gennemført to angreb af tyske og osmanniske styrker i bjergene mod et frontfremspring, som blev holdt af lette beredne australske styrker, som beskyttede frontstillinger i dalen, hvor den fortrinsvis tyske styrke blev slået på flugt, og en anden operation øst for Jordanfloden på sletten hvor en osmannisk kavaleribrigade havde indsat seks regimenter for at angribe brohovederne ved El Hinu og Makhadet Hijla. De blev angrebet af indiske lansenerer og slået på flugt.

## Fokus flytter til Vestfronten
Den tyske forårsoffensiv blev indledt af Ludendorff på Vestfronten på samme dag som det Første transjordanske angreb mod Amman begyndte, og overskyggede fuldstændigt, at det slog fejl. Det voldsomme angreb, som blev indledt på begge sider af Somme-floden af en styrke på 750.000 mand fik den britiske front i Pikardiet, som kun bestod af 300.000 mand til at bryde sammen. Goughs femte armé blev tvunget tilbage næsten helt til Amiens. På en enkelt dat - den 23. marts - trængte tyske styrker 19 km frem og erobrede 600 kanoner. I alt 1.000 kanoner og 160.000 mand kostede det værste nederlag i krigen. Det britiske krigskabinet indså straks, at man måtte udskyde at vælte det Osmanniske Rige.
Effekten af denne offensiv på felttoget i Palæstina blev beskrevet af Allenby den 1. april 1918: "Her har jeg angrebet Hedjaz-jernbanen 60 km øst for Jordan-floden og jeg har gjort megen skade, men min lille forestilling skrumper nu ned til det rene ingenting i sammenligning med begivenheder i Europa." I løbet af ingen ting gik Palæstina fra at være den britiske regerings førsteprioritet til at være en biting.

### Reorganisering af ekspeditionskorpsets infanteri
52. infanteridivision blev sendt til Frankrig i begyndelsen af april. 74. division og ni britiske infanteribataljoner fra hver af den 10., 53., 60., og 75. division blev sendt til Frankrig mellem maj og august 1918. Det som var tilbage af divisionerne blev forstærket med bataljoner fra British Indian Army for at reformere divisionerne. Infanteribrigader blev reformeret med en britisk bataljon og tre British Indian Army bataljoner, bortset fra en brigade i 53. division, som bestod af en sydafrikansk og tre indiske bataljoner.
I april 1918 var 35 indiske infanteri og 2 pioner bataljoner ved at forberede sig på at rejse til Palæstina. Disse bataljoner, som havde numre fra 150 og op, blev dannet ved at fjerne hele kompagnier fra hærdede regimenter, som på daværende tidspunkt gjorde tjeneste i Mesopotamien, for at formere nye bataljoner. Forældrebataljonerne leverede også første linje transport og erfarne officerer med krigserfaring. De 198 mand, som blev overført fra 38. Dogras til 3/151. indiske infanteri indeholdt den ledende officer, to andre britiske og fire indiske officerer. De overførte sepoy-er var også erfarne. I september 1918 da 2/151. indiske infanteri leverede en æresgarde for Allenby, var der blandt mændene i paraden nogle, som havde gjort tjeneste på fem forskellige fronter siden 1914, og i otte felttog inden krigen. Ikke alle disse indiske bataljoner gjorde tjeneste i infanteridivisioner, nogle blev anvendt ved forsvar af kommunikationslinjerne.
Kompleksiteten i reorganiseringen og reformeringen af disse bataljoner var ikke uden konsekvenser. Af de 54 British Indian Army bataljoner, som blev indsat i Palæstina havde 22 haft nylige erfaringer i kamp, men havde mistet et erfarent kompagni, som var blevet erstattet med rekrutter. Ti bataljoner blev formeret fra erfarne tropper, som aldrig havde trænet eller kæmpet sammen. De andre 22 havde ikke været i kamp i krigen overhovedet, i alt var næsten en tredjedel af tropperne rekrutter. Inden for 44 British Indian Army bataljoner var de underordnede britiske officerer grønne og de fleste kunne ikke tale Hindustani. I en bataljon talte kun en indisk officer engelsk og kun to britiske officerer kunne tale med deres folk."
To British Indian Army divisioner ankom i januar og april 1918 fra felttoget i Mesopotamien. Det var den 7. division efterfulgt af den 3. division. Kun den 54. division forblev, som hidtil, en helt igennem britisk division.

### Reorganisering af ekspeditionsstyrkens kavaleri
British Indian Armys 4. og 5. kavaleridivision, som havde kæmpet på Vestfronten siden 1914 blev opløst. De blev reformeret i Mellemøsten med yeomanry regimenter i stedet for de regulære britiske kavaleriregimenter, som blev på Vestfronten. Ni yeomanry regimenter fra den beredne Yeomanry Division (beredne Ørkenkorps) blev sendt til Frankrig som forstærkninger til British Expeditionary Force, som kæmpede under Forårsoffensiven.
Tre af de resterende yeomanry regimenter, 1/1. Dorset Yeomanry, 1/1. County of London Yeomanry og 1/1. Staffordshire Yeomanry, som tidligere havde været en del af 6. og 22. beredne brigade blev sammen med nyligt ankomne British Indian Army enheder som var overført fra Frankrig, formeret til 4. kavaleridivision. Yderligere to af de resterende yeomanry regimenter, 1/1. Royal Gloucestershire Hussars og 1/1. Sherwood Rangers Yeomanry, som havde tilhørt den 5. og 7. beredne brigade dannede sammen med nyligt ankomne British Indian Army enheder, der var ankommet til Frankrig, og den omdøbte 15. kavaleri brigade blev til den 5. kavaleridivision. Den 15. kavaleribrigade havde gjort tjeneste under det osmanniske angreb på Suez-kanalen og været i Sinai og Palæstina siden december 1914 under navnet Imperial Service Cavalry Brigade. Både 4. og 5. kavaleridivision blev tildelt det beredne Ørkenkorps, som havde mistet Yeomanry kavaleridivisionen under reorganiseringen.
Fem af de seks brigader i den 4. og 5. kavaleridivision bestod af et britisk yeomanry og to indiske kavaleri regimenter. Den sjette brigade i 5. kavaleridivision, den 15. Imperie kavaleribrigade bestod af tre regimenter af tropper fra de indiske fyrstestater Jodhpur, Mysore og Hyderabad. Otte af de atten regimenter i de seks brigader var bevæbnet med og blev kaldt lansenerer. Den beredne australske divisions 5. beredne brigade blev også afsiddet og sendt af sted for at forstærke den britiske ekspeditionsstyrke i Frankrig. Den blev erstattet af den nyligt opstillede 5. let beredne brigade, som bestod af 14. og 15. lette beredne regimenter, som bestod af australiere, som var overført fra kamelkorpsbrigaden og det franske Régiment Mixte de Marche de Cavalerie. Denne division bestod desuden af 3. og 4. lette beredne brigade, som bestod af tre lette beredne regimenter med hver et hovedkvarter og tre eskadroner. For at sikre konformitet i forhold til 5. lette beredne brigade var de 522 ryttere i hvert af disse regimenter bevæbnet med sværd i stedet for bajonetter, og Lee-Enfield rifler.

### Yildirim armégruppen
|                                        | Rifler | Sabler | Maskin- geværer | Artilleri |
| -------------------------------------- | ------ | ------ | --------------- | --------- |
| 4. armé                                | 8050   | 2375   | 221             | 30        |
| 7. armé                                | 12850  | 750    | 289             | 28        |
| 8. armé                                | 15870  | 1000   | 314             | 1309      |
| Nordlige Palæstina kommunikationslinje | 950    | –      | 6               | –         |

De oamanniske arméer i Yildirim armégruppen var blevet svækket af de betydelige tab, som var lidt mellem 31. oktober og 31. december 1917. 7. armé havde mistet 110 officerer og 1.886 mand dræbt, 213 officerer og 5.488 mand sårede, 79 officerer og 393 mand taget til fange og 183 officerer og 4.233 mand savnede. Denne armé havde mistet 7.305 rifler, 22 lette og 73 tunge maskingeværer og 29 kanoner. 8. armé rapporterede 2.384 sårede men ingen rifler, maskingeværer eller kanoner tabt. De samlede osmanniske tab i denne periode var 25.337 dræbte, sårede, fangne eller savnede, mend de britiske tab i den samme periode var på 18.000 mand. I den samme periode rapporterede briterne om 70 officerer og 1.474 mand døde, 118 officerer og 3.163 mand sårede, 95 officerer og 5.868 mand fangne og 97 officerer og 4.877 mand savnede. Dette var på trods af at odds var til fordel for briterne med over 2:1 i infanteri og 8:1 i kavaleri foruden en massiv overlegenhed i artilleri, logistik og til søs. Det er derfor bemærkelsesværdigt at overhovedet nogle osmanniske enheder overlevede de stadige angreb og gjorde den osmanniske tilbagetrækning under kamp en stor bedrift.
Yildirim armégruppen var imidlertid stadig en kampdygtig styrke i begyndelsen af 1918. Hver infanteridivision, som havde kæmpet ved Beersheba den 31. oktober var intakt og kæmpede stadig, om end nogle var betydeligt reducerede i styrke. For at imødegå disse tab var der ankommet forstærkninger i december 1917. 2. kaukasiske kavaleridivision og 1. infanteridivision var blevet overført til Palæstina fra Kaukasus. Rent faktisk virkede de osmanniske soldater ved afslutningen af Jerusalem-felttoget til at være de mest seje og mest professionelle blandt kæmpere. Træningen fortsatte og i begyndelsen af februar fik 20. infanteriregiment intensiv træning i befæstning om dagen og om natten og træning i kamp.
Mens Enver Pasa og den osmanniske generalstab fortsat havde fokus på offensiven, vedblev de osmanniske arméer med at være aggressive og selvsikre. Deres frontlinje ved middelhavskysten blev holdt af 8. armé med hovedkvarter ved Tul Keram, 7. armé med hovedkvarter i Nablus forsvarede de judæiske bjerge mens 4. armé med hovedkvarter i Amman (indtil efter det Første transjordanske angreb mod Amman hvor dens hovedkvarter blev flyttet frem til Es Salt) forsvarede den transjordanske sektor. Den tyske luftoverlegenhed endte med ankomsten af S.E.5.a og Bristol jagere, en af disse ødelagde tre tyske Albatros observationsfly den 12. december. Fra januar 1918 dominerede disse britiske fly i stigende grad luftrummet.
Den osmanniske overkommando var utilfreds med Erich von Falkenhayn, chefen for Yildirim armégruppen i Palæstina. Han blev anset for at være skyld i nederlaget ved Beersheba og hans afvisning af at lade osmanniske stabsofficerer deltage i planlægningen af kampoperationer sved. Enver Pasa udskiftede ham den 19. februar med marskal Otto Liman von Sanders og under denne ny leder ændrede det hidtidige 'aktive, fleksible forsvar' sig til et mindre eftergivende forsvar.

#### Ankomst af en ny tysk hærchef
General Otto Liman von Sanders overtog kommandoen over den osmanniske armé i Palæstina fra von Falkenhayn den 1. marts 1918. Ved ankomsten stod det klart, at for ham fandt den osmanniske frontlinje svag, især vest for Jordan-floden, og han tog straks skridt til at styrke begge flanker ved en omplacering af sine styrker.
I maj 1918, under en pause i kampene efter de to transjordanske angreb, benyttede Liman anledningen til fra sit hovedkvarter i Nazareth at reorganisere den osmanniske armés styrker i Palæstina. 8. armé, som havde hovedkvarter ved Tul Keram under kommando af Djevad Pasha (Kress von Kressensteins efterfølger), bestod af 22. korps (7., 20. og 46. division) og det asiatiske korps (16. og 19. division, 701., 702. og 703. tyske bataljon). Denne armé holdt en linje, som forløb østpå fra Middelhavet ca. 30 km til bjergene ved Furkhah. Mustafa Kemal Pashas (Fevzis efterfølger) 7. armé, hvis hovedkvarter lå ved Nablus, bestod af 3. korps (1. og 11. division) og 23. korps (26. og 53. division), og holdt resten af den osmanniske front østpå fra Furkhah til Jordanfloden. Dette var en front på omkring 30 km, og den havde hovedstyrken på begge sider af vejen mellem Jerusalem og Nablus.
Mens de holdt fronten ved Jordanfloden fortsatte 48. infanteridivision med at træne, gennemføre kurser i kamptaktik, brug af maskingeværer, håndgranater og flammekastere. Da 37. infanteridivision ankom fra Kaukasus gennemførte divisionens tropper et to-ugers kursus i brugen af stavgranater nær Nablus.

## Arabiske angreb
Mellem den 15. og 17. april angreb arabere byen Ma'an. Under disse angreb tog de 70 fanger samt to maskingeværer. De besatte midlertidigt jernbanestationen, men det lykkedes dem ikke at erobre hovedstillingen.

## Megiddo offensiven
Da den tørre årstid nærmede sig ville Allenby rykke frem og sikre sig Tiberias, Haifa og Yarmuk-dalen mod Hauran, Genesaret sø og Damaskus.
Allenby indledte til sidst sit længe ventede angreb den 19. september 1918. Felttoget er blevet kaldt slaget ved Megiddo (hvilket er en bogstavering af det hebræiske navn for en antik by, som i vesten er kendt som Armageddon). Briterne gjorde en stor indsats for at vildlede den osmanniske armé om det faktiske mål for deres operationer. Denne indsats lykkedes, og den osmanniske armé blev overrasket, da briterne pludselige angreb Megiddo. Da de osmanniske tropper indledte en fuld tilbagetrækning bombede Royal Air Force de flygtende kolonner fra luften og i løbet af en uge ophørte den tyrkiske armé i Palæstina med at eksistere som en militær styrke.
En række historikere har hævdet at offensiven, som resulterede i erobringen af linjen Gaza - Beersheba og Jerusalem og Megiddo operationen lignede hinanden i den forstand at de begge bestod af en omringning af den osmanniske flanke, og at gennembruddet i begge tilfælde kom på uventede steder. Ved Gaza–Beersheba kom gennembruddet i den østlige ende af fronten ved Beersheba i stedet for ved Gaza, som osmannerne havde ventet det, mens ved Megiddo kom gennembruddet ved middelhavskysten i den vestlige ende af fronten, hvor det var ventet hinsides Jordanfloden.

## Felttoget i Syrien

### Forfølgelse til Damaskus
Krigen i Palæstina var ovre, men i Syrien fortsatte den i en måned. Det endelige mål for Allenbys og Feisals arméer var Damaskus.
To adskilte allierede kolonner marcherede mod Damaskus. Den første, som fortrinsvis bestod af australsk og indisk kavaleri nærmede sig fra Galilæa, mens den anden kolonne, som bestod af indisk kavaleri og ad hoc milits, som fulgte T.E. Lawrence, bevægede sig nordpå langs Hejaz jernbanen. Australske lette beredne tropper marcherede ind i Damaskus uden at møde modstand den 1. oktober 1918, trods tilstedeværelsen af 12.000 osmanniske soldater i Baramke lejren. Major Olden fra det australske 10. lette beredne regiment modtog byens officielle kapitulation kl. 7 ved Seraillet. Senere på dagen gik Lawrence' irregulære tropper ind i Damaskus.
Indbyggerne i regionen havde en meget varieret baggrund, tro og politiske holdninger. I det østlige Hauran, var hovedparten af befolkningen Druser, men det i Jaulan, mere var Circassianere, Metawala og nogle algieriske kolonister, der boede. Det sydlige Jaulan distrikt var fattigt og stenet, beboet af en lille befolkning af nomader fra Wuld Ali i den østlige ørken, mens norden var mere frugtbar med en stor Circassiansk koloni i og omkring Kuneitra. Det nordvestlige Jaulan distrikt rummede nogle Metawala landsbyer og nogle algierske landsbyer i øst, som var indkaldt af Emir Abdul Qadir efter at han havde søgt asyl i Damaskus i 1850-erne. Ind mellem disse bor der arabere ligesom dem på Nukra plain; sletten i øst er arabiske beduiner.
Fremrykningen til Amman under det tredje Transjorden angreb i slaget ved Megiddo, og til Damaskus i slutningen af krigen afstedkom i det højeste antal malariainfektioner, "der nogensinde har ramt australske styrker."

### Erobringen af Aleppo
Aleppo, den 3. største by i det Osmanniske Rige, blev erobret den 25. oktober. Den osmanniske regering var fuldt ud parat til at opgive disse ikke-tyrkiske provinser uden at overgive sig. Mens dette slag stod på, sendte det Osmanniske Rige ekspeditionsstyrker ind i Rusland for at forøge det etnisk tyrkiske andel af riget. Det var først efter Bulgariens overgivelse, hvilket bragte det Osmanniske Rige i en sårbar stilling, at det det blev tvunget til at underskrive en våbenhvile i Mudros den 30. oktober 1918, og overgav sig helt to dage senere.

## Opsummering
Briterne havde i alt tab på 550.000. Over 90% af dem var ikke tab under kampe, men skyldtes i stedet sygdom, varmen og andre årsager. De samlede osmanniske tab var helt sikkert større. En hel armé gik tab under kampene, og det Osmanniske Rige hældte et stort antal tropper ind i fronten i løbet af de tre år kampene varede.
Trods usikkerheden med hensyn til tabstal er det svært at overvurdere de historiske konsekvenser af dette felttog. Den britiske erobring af Palæstina førte til etableringen af det britiske mandat i over Palæstina og Transjordan, hvilket igen banede vejen for etableringen af staterne Israel, Jordan, Libanon og Syrien.

## Eksterne kilder
- Wikimedia Commons har flere filer relateret til Felttoget i Sinai og Palæstina
- First World War.com. Forsvaret af Suez-kanalen, 1915 Arkiveret 8. januar 2016 hos  Wayback Machine. Hentet 13. december 2015.
- Australian Light Horse Studies Centre Arkiveret 11. august 2011 hos  Wayback Machine
- The New Zealanders in Sinai and Palestine (officiel historie) Arkiveret 3. april 2012 hos  Wayback Machine
- Sinai-felttoget (NZHistory.net.nz)
- Palæstina-felttoget (NZHistory.net.nz)
- Fotografier fra Palæstina-felttoget Arkiveret 3. juni 2010 hos  hos Archive.is
- Library of Congress' fotoalbum fra den amerikanske koloni i Jerusalem